# 張學友60+巡迴演唱會
張學友60+巡迴演唱會（英語：Jacky Cheung 60+ Concert Tour），是香港歌手張學友由2023年6月9日開始於世界各地開展的一系列巡迴演唱會演出。
本次巡迴演唱會的主視覺以水為主要元素。張學友希望自己能像水一樣充滿彈性與可能性，擁有一直前進的動力，在困難中找到出路。

## 演出制作

### 背景
吴庆隆是音乐总监兼钢琴家，领导着一支由53名音乐家组成的管弦乐队，演奏新的管弦乐作品。舞台设计和制作十分精致，由53名音乐家组成，包括弦乐和圆号部分，出现在四层楼的结构上。视觉效果出现在巨大的LED屏幕上。该表演由20名成员组成的舞蹈团以及芭蕾独舞演员组成。
张学友在他的曲目中以普通话和粤语演唱了新歌和经典热门歌曲，包括《三天两夜》、《爱是永恒》、《分手总要在雨天》、《只想一生跟你走》、《日出时让街灯安睡》和《又十年》等。他还在《Ooh La La》、《马路英雄》和《Double Trouble》等歌曲中展示了他的舞蹈才华，以复杂的编舞吸引观众。

### 票房
《张学友60+巡回演唱会》首站原定于澳门威尼斯人金光综艺馆举行；首六场演出很快售罄，后又增加六场演出。张学友一共在澳门威尼斯人演出12场，打破纪录，共计售出超过109,000张门票。
张学友在巡演第二站再次打破纪录。他在新加坡室内体育馆新增了两场演唱会，总计11场，比以往任何一位艺人在新加坡单站巡演的场次都要多。
原本定于2023年12月10日至2024年1月4日在香港体育馆举行的18场演出很快就售罄。主办方在2024年1月6日至13日期间新增六场演出。

## 巡迴場次
| 場  | 日期           | 國家／地區 | 省份／城市         | 場館                           | 備註                                                                                              |
| --- | -------------- | ---------- | ------------------ | ------------------------------ | ------------------------------------------------------------------------------------------------- |
| 1   | 2023年6月9日   | 澳門       | 澳門特別行政區     | 金光綜藝館                     | 室內(由富衛保險冠名贊助 （页面存档备份，存于）)                                                   |
| 2   | 2023年6月10日  | 澳門       | 澳門特別行政區     | 金光綜藝館                     | 室內(由富衛保險冠名贊助 （页面存档备份，存于）)                                                   |
| 3   | 2023年6月11日  | 澳門       | 澳門特別行政區     | 金光綜藝館                     | 室內(由富衛保險冠名贊助 （页面存档备份，存于）)                                                   |
| 4   | 2023年6月16日  | 澳門       | 澳門特別行政區     | 金光綜藝館                     | 室內(由富衛保險冠名贊助 （页面存档备份，存于）)                                                   |
| 5   | 2023年6月17日  | 澳門       | 澳門特別行政區     | 金光綜藝館                     | 室內(由富衛保險冠名贊助 （页面存档备份，存于）)                                                   |
| 6   | 2023年6月18日  | 澳門       | 澳門特別行政區     | 金光綜藝館                     | 室內(由富衛保險冠名贊助 （页面存档备份，存于）)                                                   |
| 7   | 2023年6月23日  | 澳門       | 澳門特別行政區     | 金光綜藝館                     | 室內(由富衛保險冠名贊助 （页面存档备份，存于）)                                                   |
| 8   | 2023年6月24日  | 澳門       | 澳門特別行政區     | 金光綜藝館                     | 室內(由富衛保險冠名贊助 （页面存档备份，存于）)                                                   |
| 9   | 2023年6月25日  | 澳門       | 澳門特別行政區     | 金光綜藝館                     | 室內(由富衛保險冠名贊助 （页面存档备份，存于）)                                                   |
| 10  | 2023年6月30日  | 澳門       | 澳門特別行政區     | 金光綜藝館                     | 室內(由富衛保險冠名贊助 （页面存档备份，存于）)                                                   |
| 11  | 2023年7月1日   | 澳門       | 澳門特別行政區     | 金光綜藝館                     | 室內(由富衛保險冠名贊助 （页面存档备份，存于）)                                                   |
| 12  | 2023年7月2日   | 澳門       | 澳門特別行政區     | 金光綜藝館                     | 室內(由富衛保險冠名贊助 （页面存档备份，存于）)                                                   |
| 13  | 2023年7月14日  | 新加坡     | 新加坡             | 新加坡室內體育館               | 室內                                                                                              |
| 14  | 2023年7月15日  | 新加坡     | 新加坡             | 新加坡室內體育館               | 室內                                                                                              |
| 15  | 2023年7月16日  | 新加坡     | 新加坡             | 新加坡室內體育館               | 室內                                                                                              |
| 16  | 2023年7月21日  | 新加坡     | 新加坡             | 新加坡室內體育館               | 室內                                                                                              |
| 17  | 2023年7月22日  | 新加坡     | 新加坡             | 新加坡室內體育館               | 室內                                                                                              |
| 18  | 2023年7月23日  | 新加坡     | 新加坡             | 新加坡室內體育館               | 室內                                                                                              |
| 19  | 2023年7月28日  | 新加坡     | 新加坡             | 新加坡室內體育館               | 室內                                                                                              |
| 20  | 2023年7月29日  | 新加坡     | 新加坡             | 新加坡室內體育館               | 室內                                                                                              |
| 21  | 2023年7月30日  | 新加坡     | 新加坡             | 新加坡室內體育館               | 室內                                                                                              |
| 22  | 2023年8月3日   | 新加坡     | 新加坡             | 新加坡室內體育館               | 室內                                                                                              |
| 23  | 2023年8月4日   | 新加坡     | 新加坡             | 新加坡室內體育館               | 室內                                                                                              |
| 24  | 2023年8月11日  | 马来西亚   | 吉隆坡聯邦直轄區   | 亞通體育館                     | 室內                                                                                              |
| 25  | 2023年8月12日  | 马来西亚   | 吉隆坡聯邦直轄區   | 亞通體育館                     | 室內                                                                                              |
| 26  | 2023年8月13日  | 马来西亚   | 吉隆坡聯邦直轄區   | 亞通體育館                     | 室內                                                                                              |
| 27  | 2023年8月18日  | 马来西亚   | 吉隆坡聯邦直轄區   | 亞通體育館                     | 室內                                                                                              |
| 28  | 2023年8月19日  | 马来西亚   | 吉隆坡聯邦直轄區   | 亞通體育館                     | 室內                                                                                              |
| 29  | 2023年8月20日  | 马来西亚   | 吉隆坡聯邦直轄區   | 亞通體育館                     | 室內                                                                                              |
| 30  | 2023年9月8日   | 中国       | 湖北省武漢市       | 光谷國際網球中心               | 室內                                                                                              |
| 31  | 2023年9月9日   | 中国       | 湖北省武漢市       | 光谷國際網球中心               | 室內                                                                                              |
| 32  | 2023年9月10日  | 中国       | 湖北省武漢市       | 光谷國際網球中心               | 室內                                                                                              |
| 33  | 2023年9月15日  | 中国       | 湖北省武漢市       | 光谷國際網球中心               | 室內                                                                                              |
| 34  | 2023年9月16日  | 中国       | 湖北省武漢市       | 光谷國際網球中心               | 室內                                                                                              |
| 35  | 2023年9月17日  | 中国       | 湖北省武漢市       | 光谷國際網球中心               | 室內                                                                                              |
| 36  | 2023年9月22日  | 中国       | 廣東省廣州市       | 廣州寶能觀致文化中心           | 室內                                                                                              |
| 37  | 2023年9月23日  | 中国       | 廣東省廣州市       | 廣州寶能觀致文化中心           | 室內                                                                                              |
| 38  | 2023年9月24日  | 中国       | 廣東省廣州市       | 廣州寶能觀致文化中心           | 室內                                                                                              |
| 39  | 2023年9月29日  | 中国       | 廣東省廣州市       | 廣州寶能觀致文化中心           | 室內                                                                                              |
| 40  | 2023年9月30日  | 中国       | 廣東省廣州市       | 廣州寶能觀致文化中心           | 室內                                                                                              |
| 41  | 2023年10月7日  | 中国       | 廣東省廣州市       | 廣州寶能觀致文化中心           | 室內                                                                                              |
| 42  | 2023年10月8日  | 中国       | 廣東省廣州市       | 廣州寶能觀致文化中心           | 室內                                                                                              |
| 43  | 2023年10月13日 | 中国       | 廣東省廣州市       | 廣州寶能觀致文化中心           | 室內                                                                                              |
| 44  | 2023年10月14日 | 中国       | 廣東省廣州市       | 廣州寶能觀致文化中心           | 室內                                                                                              |
| 45  | 2023年10月15日 | 中国       | 廣東省廣州市       | 廣州寶能觀致文化中心           | 室內                                                                                              |
| 46  | 2023年10月20日 | 中国       | 四川省成都市       | 成都鳳凰山體育公園體育館       | 室內                                                                                              |
| 47  | 2023年10月21日 | 中国       | 四川省成都市       | 成都鳳凰山體育公園體育館       | 室內                                                                                              |
| 48  | 2023年10月22日 | 中国       | 四川省成都市       | 成都鳳凰山體育公園體育館       | 室內                                                                                              |
| 49  | 2023年10月27日 | 中国       | 四川省成都市       | 成都鳳凰山體育公園體育館       | 室內                                                                                              |
| 50  | 2023年10月28日 | 中国       | 四川省成都市       | 成都鳳凰山體育公園體育館       | 室內                                                                                              |
| 51  | 2023年10月29日 | 中国       | 四川省成都市       | 成都鳳凰山體育公園體育館       | 室內                                                                                              |
| 52  | 2023年11月3日  | 中国       | 四川省成都市       | 成都鳳凰山體育公園體育館       | 室內                                                                                              |
| 53  | 2023年11月4日  | 中国       | 四川省成都市       | 成都鳳凰山體育公園體育館       | 室內                                                                                              |
| 54  | 2023年11月5日  | 中国       | 四川省成都市       | 成都鳳凰山體育公園體育館       | 室內                                                                                              |
| 55  | 2023年11月10日 | 中国       | 浙江省寧波市       | 寧波奧體中心體育館             | 室內                                                                                              |
| 56  | 2023年11月11日 | 中国       | 浙江省寧波市       | 寧波奧體中心體育館             | 室內                                                                                              |
| 57  | 2023年11月12日 | 中国       | 浙江省寧波市       | 寧波奧體中心體育館             | 室內                                                                                              |
| 58  | 2023年11月17日 | 中国       | 浙江省寧波市       | 寧波奧體中心體育館             | 室內                                                                                              |
| 59  | 2023年11月18日 | 中国       | 浙江省寧波市       | 寧波奧體中心體育館             | 室內                                                                                              |
| 60  | 2023年11月19日 | 中国       | 浙江省寧波市       | 寧波奧體中心體育館             | 室內                                                                                              |
| 61  | 2023年11月24日 | 中国       | 江蘇省南京市       | 南京青奧體育公園體育館         | 室內                                                                                              |
| 62  | 2023年11月25日 | 中国       | 江蘇省南京市       | 南京青奧體育公園體育館         | 室內                                                                                              |
| 63  | 2023年11月26日 | 中国       | 江蘇省南京市       | 南京青奧體育公園體育館         | 室內                                                                                              |
| 64  | 2023年12月1日  | 中国       | 江蘇省南京市       | 南京青奧體育公園體育館         | 室內                                                                                              |
| 65  | 2023年12月2日  | 中国       | 江蘇省南京市       | 南京青奧體育公園體育館         | 室內                                                                                              |
| 66  | 2023年12月3日  | 中国       | 江蘇省南京市       | 南京青奧體育公園體育館         | 室內                                                                                              |
| 67  | 2023年12月10日 | 香港       | 香港特別行政區     | 紅磡香港體育館                 | 室內(由富衛保險冠名贊助 （页面存档备份，存于）) 12月31日場次提早20:00開場，不設跨年倒數環節       |
| 68  | 2023年12月11日 | 香港       | 香港特別行政區     | 紅磡香港體育館                 | 室內(由富衛保險冠名贊助 （页面存档备份，存于）) 12月31日場次提早20:00開場，不設跨年倒數環節       |
| 69  | 2023年12月13日 | 香港       | 香港特別行政區     | 紅磡香港體育館                 | 室內(由富衛保險冠名贊助 （页面存档备份，存于）) 12月31日場次提早20:00開場，不設跨年倒數環節       |
| 70  | 2023年12月14日 | 香港       | 香港特別行政區     | 紅磡香港體育館                 | 室內(由富衛保險冠名贊助 （页面存档备份，存于）) 12月31日場次提早20:00開場，不設跨年倒數環節       |
| 71  | 2023年12月16日 | 香港       | 香港特別行政區     | 紅磡香港體育館                 | 室內(由富衛保險冠名贊助 （页面存档备份，存于）) 12月31日場次提早20:00開場，不設跨年倒數環節       |
| 72  | 2023年12月17日 | 香港       | 香港特別行政區     | 紅磡香港體育館                 | 室內(由富衛保險冠名贊助 （页面存档备份，存于）) 12月31日場次提早20:00開場，不設跨年倒數環節       |
| 73  | 2023年12月19日 | 香港       | 香港特別行政區     | 紅磡香港體育館                 | 室內(由富衛保險冠名贊助 （页面存档备份，存于）) 12月31日場次提早20:00開場，不設跨年倒數環節       |
| 74  | 2023年12月20日 | 香港       | 香港特別行政區     | 紅磡香港體育館                 | 室內(由富衛保險冠名贊助 （页面存档备份，存于）) 12月31日場次提早20:00開場，不設跨年倒數環節       |
| 75  | 2023年12月22日 | 香港       | 香港特別行政區     | 紅磡香港體育館                 | 室內(由富衛保險冠名贊助 （页面存档备份，存于）) 12月31日場次提早20:00開場，不設跨年倒數環節       |
| 76  | 2023年12月23日 | 香港       | 香港特別行政區     | 紅磡香港體育館                 | 室內(由富衛保險冠名贊助 （页面存档备份，存于）) 12月31日場次提早20:00開場，不設跨年倒數環節       |
| 77  | 2023年12月25日 | 香港       | 香港特別行政區     | 紅磡香港體育館                 | 室內(由富衛保險冠名贊助 （页面存档备份，存于）) 12月31日場次提早20:00開場，不設跨年倒數環節       |
| 78  | 2023年12月26日 | 香港       | 香港特別行政區     | 紅磡香港體育館                 | 室內(由富衛保險冠名贊助 （页面存档备份，存于）) 12月31日場次提早20:00開場，不設跨年倒數環節       |
| 79  | 2023年12月28日 | 香港       | 香港特別行政區     | 紅磡香港體育館                 | 室內(由富衛保險冠名贊助 （页面存档备份，存于）) 12月31日場次提早20:00開場，不設跨年倒數環節       |
| 80  | 2023年12月29日 | 香港       | 香港特別行政區     | 紅磡香港體育館                 | 室內(由富衛保險冠名贊助 （页面存档备份，存于）) 12月31日場次提早20:00開場，不設跨年倒數環節       |
| 81  | 2023年12月31日 | 香港       | 香港特別行政區     | 紅磡香港體育館                 | 室內(由富衛保險冠名贊助 （页面存档备份，存于）) 12月31日場次提早20:00開場，不設跨年倒數環節       |
| 82  | 2024年1月1日   | 香港       | 香港特別行政區     | 紅磡香港體育館                 | 室內(由富衛保險冠名贊助 （页面存档备份，存于）) 12月31日場次提早20:00開場，不設跨年倒數環節       |
| 83  | 2024年1月3日   | 香港       | 香港特別行政區     | 紅磡香港體育館                 | 室內(由富衛保險冠名贊助 （页面存档备份，存于）) 12月31日場次提早20:00開場，不設跨年倒數環節       |
| 84  | 2024年1月4日   | 香港       | 香港特別行政區     | 紅磡香港體育館                 | 室內(由富衛保險冠名贊助 （页面存档备份，存于）) 12月31日場次提早20:00開場，不設跨年倒數環節       |
| 85  | 2024年1月6日   | 香港       | 香港特別行政區     | 紅磡香港體育館                 | 室內(由富衛保險冠名贊助 （页面存档备份，存于）) 12月31日場次提早20:00開場，不設跨年倒數環節       |
| 86  | 2024年1月7日   | 香港       | 香港特別行政區     | 紅磡香港體育館                 | 室內(由富衛保險冠名贊助 （页面存档备份，存于）) 12月31日場次提早20:00開場，不設跨年倒數環節       |
| 87  | 2024年1月9日   | 香港       | 香港特別行政區     | 紅磡香港體育館                 | 室內(由富衛保險冠名贊助 （页面存档备份，存于）) 12月31日場次提早20:00開場，不設跨年倒數環節       |
| 88  | 2024年1月10日  | 香港       | 香港特別行政區     | 紅磡香港體育館                 | 室內(由富衛保險冠名贊助 （页面存档备份，存于）) 12月31日場次提早20:00開場，不設跨年倒數環節       |
| 89  | 2024年1月12日  | 香港       | 香港特別行政區     | 紅磡香港體育館                 | 室內(由富衛保險冠名贊助 （页面存档备份，存于）) 12月31日場次提早20:00開場，不設跨年倒數環節       |
| 90  | 2024年1月13日  | 香港       | 香港特別行政區     | 紅磡香港體育館                 | 室內(由富衛保險冠名贊助 （页面存档备份，存于）) 12月31日場次提早20:00開場，不設跨年倒數環節       |
| 91  | 2024年1月19日  | 中国       | 福建省泉州市晉江市 | 晉江市第二體育中心體育館       | 室內                                                                                              |
| 92  | 2024年1月20日  | 中国       | 福建省泉州市晉江市 | 晉江市第二體育中心體育館       | 室內                                                                                              |
| 93  | 2024年1月21日  | 中国       | 福建省泉州市晉江市 | 晉江市第二體育中心體育館       | 室內                                                                                              |
| 94  | 2024年1月26日  | 中国       | 福建省泉州市晉江市 | 晉江市第二體育中心體育館       | 室內                                                                                              |
| 95  | 2024年1月27日  | 中国       | 福建省泉州市晉江市 | 晉江市第二體育中心體育館       | 室內                                                                                              |
| 96  | 2024年1月28日  | 中国       | 福建省泉州市晉江市 | 晉江市第二體育中心體育館       | 室內                                                                                              |
| 97  | 2024年2月23日  | 中国       | 上海市             | 浦發銀行東方體育中心體育館     | 室內 (原定辦15場，因張學友身體不適，确诊感染COVID-19 (2019冠狀病毒病)而取消3月8、9及10日的場次。) |
| 98  | 2024年2月24日  | 中国       | 上海市             | 浦發銀行東方體育中心體育館     | 室內 (原定辦15場，因張學友身體不適，确诊感染COVID-19 (2019冠狀病毒病)而取消3月8、9及10日的場次。) |
| 99  | 2024年2月25日  | 中国       | 上海市             | 浦發銀行東方體育中心體育館     | 室內 (原定辦15場，因張學友身體不適，确诊感染COVID-19 (2019冠狀病毒病)而取消3月8、9及10日的場次。) |
| 100 | 2024年3月1日   | 中国       | 上海市             | 浦發銀行東方體育中心體育館     | 室內 (原定辦15場，因張學友身體不適，确诊感染COVID-19 (2019冠狀病毒病)而取消3月8、9及10日的場次。) |
| 101 | 2024年3月2日   | 中国       | 上海市             | 浦發銀行東方體育中心體育館     | 室內 (原定辦15場，因張學友身體不適，确诊感染COVID-19 (2019冠狀病毒病)而取消3月8、9及10日的場次。) |
| 102 | 2024年3月3日   | 中国       | 上海市             | 浦發銀行東方體育中心體育館     | 室內 (原定辦15場，因張學友身體不適，确诊感染COVID-19 (2019冠狀病毒病)而取消3月8、9及10日的場次。) |
| 103 | 2024年3月15日  | 中国       | 上海市             | 浦發銀行東方體育中心體育館     | 室內 (原定辦15場，因張學友身體不適，确诊感染COVID-19 (2019冠狀病毒病)而取消3月8、9及10日的場次。) |
| 104 | 2024年3月16日  | 中国       | 上海市             | 浦發銀行東方體育中心體育館     | 室內 (原定辦15場，因張學友身體不適，确诊感染COVID-19 (2019冠狀病毒病)而取消3月8、9及10日的場次。) |
| 105 | 2024年3月17日  | 中国       | 上海市             | 浦發銀行東方體育中心體育館     | 室內 (原定辦15場，因張學友身體不適，确诊感染COVID-19 (2019冠狀病毒病)而取消3月8、9及10日的場次。) |
| 106 | 2024年3月22日  | 中国       | 上海市             | 浦發銀行東方體育中心體育館     | 室內 (原定辦15場，因張學友身體不適，确诊感染COVID-19 (2019冠狀病毒病)而取消3月8、9及10日的場次。) |
| 107 | 2024年3月23日  | 中国       | 上海市             | 浦發銀行東方體育中心體育館     | 室內 (原定辦15場，因張學友身體不適，确诊感染COVID-19 (2019冠狀病毒病)而取消3月8、9及10日的場次。) |
| 108 | 2024年3月24日  | 中国       | 上海市             | 浦發銀行東方體育中心體育館     | 室內 (原定辦15場，因張學友身體不適，确诊感染COVID-19 (2019冠狀病毒病)而取消3月8、9及10日的場次。) |
| 109 | 2024年3月29日  | 中国       | 北京市             | 凱迪拉克中心                   | 室內                                                                                              |
| 110 | 2024年3月30日  | 中国       | 北京市             | 凱迪拉克中心                   | 室內                                                                                              |
| 111 | 2024年3月31日  | 中国       | 北京市             | 凱迪拉克中心                   | 室內                                                                                              |
| 112 | 2024年4月5日   | 中国       | 北京市             | 凱迪拉克中心                   | 室內                                                                                              |
| 113 | 2024年4月6日   | 中国       | 北京市             | 凱迪拉克中心                   | 室內                                                                                              |
| 114 | 2024年4月7日   | 中国       | 北京市             | 凱迪拉克中心                   | 室內                                                                                              |
| 115 | 2024年4月12日  | 中国       | 北京市             | 凱迪拉克中心                   | 室內                                                                                              |
| 116 | 2024年4月13日  | 中国       | 北京市             | 凱迪拉克中心                   | 室內                                                                                              |
| 117 | 2024年4月14日  | 中国       | 北京市             | 凱迪拉克中心                   | 室內                                                                                              |
| 118 | 2024年4月19日  | 中国       | 北京市             | 凱迪拉克中心                   | 室內                                                                                              |
| 119 | 2024年4月20日  | 中国       | 北京市             | 凱迪拉克中心                   | 室內                                                                                              |
| 120 | 2024年4月21日  | 中国       | 北京市             | 凱迪拉克中心                   | 室內                                                                                              |
| 121 | 2024年4月26日  | 中国       | 福建省廈門市       | 厦门奥林匹克体育中心鳳凰體育館 | 室內                                                                                              |
| 122 | 2024年4月27日  | 中国       | 福建省廈門市       | 厦门奥林匹克体育中心鳳凰體育館 | 室內                                                                                              |
| 123 | 2024年4月28日  | 中国       | 福建省廈門市       | 厦门奥林匹克体育中心鳳凰體育館 | 室內                                                                                              |
| 124 | 2024年5月3日   | 中国       | 福建省廈門市       | 厦门奥林匹克体育中心鳳凰體育館 | 室內                                                                                              |
| 125 | 2024年5月4日   | 中国       | 福建省廈門市       | 厦门奥林匹克体育中心鳳凰體育館 | 室內                                                                                              |
| 126 | 2024年5月5日   | 中国       | 福建省廈門市       | 厦门奥林匹克体育中心鳳凰體育館 | 室內                                                                                              |
| 127 | 2024年5月10日  | 中国       | 重慶市             | 華熙文化體育中心               | 室內                                                                                              |
| 128 | 2024年5月11日  | 中国       | 重慶市             | 華熙文化體育中心               | 室內                                                                                              |
| 129 | 2024年5月12日  | 中国       | 重慶市             | 華熙文化體育中心               | 室內                                                                                              |
| 130 | 2024年5月17日  | 中国       | 重慶市             | 華熙文化體育中心               | 室內                                                                                              |
| 131 | 2024年5月18日  | 中国       | 重慶市             | 華熙文化體育中心               | 室內                                                                                              |
| 132 | 2024年5月19日  | 中国       | 重慶市             | 華熙文化體育中心               | 室內                                                                                              |
| 133 | 2024年5月24日  | 中国       | 重慶市             | 華熙文化體育中心               | 室內                                                                                              |
| 134 | 2024年5月25日  | 中国       | 重慶市             | 華熙文化體育中心               | 室內                                                                                              |
| 135 | 2024年5月26日  | 中国       | 重慶市             | 華熙文化體育中心               | 室內                                                                                              |
| 136 | 2024年5月31日  | 臺灣       | 台北市             | 台北小巨蛋                     | 室內 (原定辦9場，因張學友身體不適，感染RSV（呼吸道合胞病毒）而取消6月7、8及9日的場次。)           |
| 137 | 2024年6月1日   | 臺灣       | 台北市             | 台北小巨蛋                     | 室內 (原定辦9場，因張學友身體不適，感染RSV（呼吸道合胞病毒）而取消6月7、8及9日的場次。)           |
| 138 | 2024年6月2日   | 臺灣       | 台北市             | 台北小巨蛋                     | 室內 (原定辦9場，因張學友身體不適，感染RSV（呼吸道合胞病毒）而取消6月7、8及9日的場次。)           |
| 139 | 2024年6月14日  | 臺灣       | 台北市             | 台北小巨蛋                     | 室內 (原定辦9場，因張學友身體不適，感染RSV（呼吸道合胞病毒）而取消6月7、8及9日的場次。)           |
| 140 | 2024年6月15日  | 臺灣       | 台北市             | 台北小巨蛋                     | 室內 (原定辦9場，因張學友身體不適，感染RSV（呼吸道合胞病毒）而取消6月7、8及9日的場次。)           |
| 141 | 2024年6月16日  | 臺灣       | 台北市             | 台北小巨蛋                     | 室內 (原定辦9場，因張學友身體不適，感染RSV（呼吸道合胞病毒）而取消6月7、8及9日的場次。)           |
| 142 | 2024年6月21日  | 中国       | 河南省鄭州市       | 鄭州奧林匹克體育中心體育館     | 室內                                                                                              |
| 143 | 2024年6月22日  | 中国       | 河南省鄭州市       | 鄭州奧林匹克體育中心體育館     | 室內                                                                                              |
| 144 | 2024年6月23日  | 中国       | 河南省鄭州市       | 鄭州奧林匹克體育中心體育館     | 室內                                                                                              |
| 145 | 2024年6月28日  | 中国       | 河南省鄭州市       | 鄭州奧林匹克體育中心體育館     | 室內                                                                                              |
| 146 | 2024年6月29日  | 中国       | 河南省鄭州市       | 鄭州奧林匹克體育中心體育館     | 室內                                                                                              |
| 147 | 2024年6月30日  | 中国       | 河南省鄭州市       | 鄭州奧林匹克體育中心體育館     | 室內                                                                                              |
| 148 | 2024年7月12日  | 中国       | 浙江省杭州市       | 杭州奧林匹克體育中心體育館     | 室內 (原定辦12場，因張學友身體不適，而取消7月26、27及28日的場次。)                                |
| 149 | 2024年7月13日  | 中国       | 浙江省杭州市       | 杭州奧林匹克體育中心體育館     | 室內 (原定辦12場，因張學友身體不適，而取消7月26、27及28日的場次。)                                |
| 150 | 2024年7月14日  | 中国       | 浙江省杭州市       | 杭州奧林匹克體育中心體育館     | 室內 (原定辦12場，因張學友身體不適，而取消7月26、27及28日的場次。)                                |
| 151 | 2024年7月19日  | 中国       | 浙江省杭州市       | 杭州奧林匹克體育中心體育館     | 室內 (原定辦12場，因張學友身體不適，而取消7月26、27及28日的場次。)                                |
| 152 | 2024年7月20日  | 中国       | 浙江省杭州市       | 杭州奧林匹克體育中心體育館     | 室內 (原定辦12場，因張學友身體不適，而取消7月26、27及28日的場次。)                                |
| 153 | 2024年7月21日  | 中国       | 浙江省杭州市       | 杭州奧林匹克體育中心體育館     | 室內 (原定辦12場，因張學友身體不適，而取消7月26、27及28日的場次。)                                |
| 154 | 2024年8月2日   | 中国       | 浙江省杭州市       | 杭州奧林匹克體育中心體育館     | 室內 (原定辦12場，因張學友身體不適，而取消7月26、27及28日的場次。)                                |
| 155 | 2024年8月3日   | 中国       | 浙江省杭州市       | 杭州奧林匹克體育中心體育館     | 室內 (原定辦12場，因張學友身體不適，而取消7月26、27及28日的場次。)                                |
| 156 | 2024年8月4日   | 中国       | 浙江省杭州市       | 杭州奧林匹克體育中心體育館     | 室內 (原定辦12場，因張學友身體不適，而取消7月26、27及28日的場次。)                                |
| 157 | 2024年8月9日   | 中国       | 廣東省深圳市       | 深圳大運中心體育館             | 室內                                                                                              |
| 158 | 2024年8月10日  | 中国       | 廣東省深圳市       | 深圳大運中心體育館             | 室內                                                                                              |
| 159 | 2024年8月11日  | 中国       | 廣東省深圳市       | 深圳大運中心體育館             | 室內                                                                                              |
| 160 | 2024年8月16日  | 中国       | 廣東省深圳市       | 深圳大運中心體育館             | 室內                                                                                              |
| 161 | 2024年8月17日  | 中国       | 廣東省深圳市       | 深圳大運中心體育館             | 室內                                                                                              |
| 162 | 2024年8月18日  | 中国       | 廣東省深圳市       | 深圳大運中心體育館             | 室內                                                                                              |
| 163 | 2024年8月23日  | 中国       | 廣東省深圳市       | 深圳大運中心體育館             | 室內                                                                                              |
| 164 | 2024年8月24日  | 中国       | 廣東省深圳市       | 深圳大運中心體育館             | 室內                                                                                              |
| 165 | 2024年8月25日  | 中国       | 廣東省深圳市       | 深圳大運中心體育館             | 室內                                                                                              |
| 166 | 2024年9月6日   | 中国       | 陝西省西安市       | 西安奧體中心體育館             | 室內                                                                                              |
| 167 | 2024年9月7日   | 中国       | 陝西省西安市       | 西安奧體中心體育館             | 室內                                                                                              |
| 168 | 2024年9月8日   | 中国       | 陝西省西安市       | 西安奧體中心體育館             | 室內                                                                                              |
| 169 | 2024年9月13日  | 中国       | 陝西省西安市       | 西安奧體中心體育館             | 室內                                                                                              |
| 170 | 2024年9月14日  | 中国       | 陝西省西安市       | 西安奧體中心體育館             | 室內                                                                                              |
| 171 | 2024年9月15日  | 中国       | 陝西省西安市       | 西安奧體中心體育館             | 室內                                                                                              |
| 172 | 2024年9月20日  | 中国       | 陝西省西安市       | 西安奧體中心體育館             | 室內                                                                                              |
| 173 | 2024年9月21日  | 中国       | 陝西省西安市       | 西安奧體中心體育館             | 室內                                                                                              |
| 174 | 2024年9月22日  | 中国       | 陝西省西安市       | 西安奧體中心體育館             | 室內                                                                                              |
| 175 | 2024年9月27日  | 中国       | 山東省濟南市       | 濟南奧林匹克體育中心體育館     | 室內                                                                                              |
| 176 | 2024年9月28日  | 中国       | 山東省濟南市       | 濟南奧林匹克體育中心體育館     | 室內                                                                                              |
| 177 | 2024年9月29日  | 中国       | 山東省濟南市       | 濟南奧林匹克體育中心體育館     | 室內                                                                                              |
| 178 | 2024年10月11日 | 中国       | 上海市             | 浦發銀行東方體育中心體育館     | 加場(室內)，為2024年3月8、9及10日因感染COVID-19 (2019冠狀病毒病)而取消的場次進行補場              |
| 179 | 2024年10月12日 | 中国       | 上海市             | 浦發銀行東方體育中心體育館     | 加場(室內)，為2024年3月8、9及10日因感染COVID-19 (2019冠狀病毒病)而取消的場次進行補場              |
| 180 | 2024年10月13日 | 中国       | 上海市             | 浦發銀行東方體育中心體育館     | 加場(室內)，為2024年3月8、9及10日因感染COVID-19 (2019冠狀病毒病)而取消的場次進行補場              |
| 181 | 2024年10月18日 | 中国       | 上海市             | 浦發銀行東方體育中心體育館     | 加場(室內)，為2024年3月8、9及10日因感染COVID-19 (2019冠狀病毒病)而取消的場次進行補場              |
| 182 | 2024年10月19日 | 中国       | 上海市             | 浦發銀行東方體育中心體育館     | 加場(室內)，為2024年3月8、9及10日因感染COVID-19 (2019冠狀病毒病)而取消的場次進行補場              |
| 183 | 2024年10月20日 | 中国       | 上海市             | 浦發銀行東方體育中心體育館     | 加場(室內)，為2024年3月8、9及10日因感染COVID-19 (2019冠狀病毒病)而取消的場次進行補場              |
| 184 | 2024年10月25日 | 中国       | 上海市             | 浦發銀行東方體育中心體育館     | 加場(室內)，為2024年3月8、9及10日因感染COVID-19 (2019冠狀病毒病)而取消的場次進行補場              |
| 185 | 2024年10月26日 | 中国       | 上海市             | 浦發銀行東方體育中心體育館     | 加場(室內)，為2024年3月8、9及10日因感染COVID-19 (2019冠狀病毒病)而取消的場次進行補場              |
| 186 | 2024年10月27日 | 中国       | 上海市             | 浦發銀行東方體育中心體育館     | 加場(室內)，為2024年3月8、9及10日因感染COVID-19 (2019冠狀病毒病)而取消的場次進行補場              |
| 187 | 2024年11月1日  | 中国       | 廣東省佛山市       | 佛山國際體育文化演藝中心       | 室內                                                                                              |
| 188 | 2024年11月2日  | 中国       | 廣東省佛山市       | 佛山國際體育文化演藝中心       | 室內                                                                                              |
| 189 | 2024年11月3日  | 中国       | 廣東省佛山市       | 佛山國際體育文化演藝中心       | 室內                                                                                              |
| 190 | 2024年11月8日  | 中国       | 廣東省佛山市       | 佛山國際體育文化演藝中心       | 室內                                                                                              |
| 191 | 2024年11月9日  | 中国       | 廣東省佛山市       | 佛山國際體育文化演藝中心       | 室內                                                                                              |
| 192 | 2024年11月10日 | 中国       | 廣東省佛山市       | 佛山國際體育文化演藝中心       | 室內                                                                                              |
| 193 | 2024年11月22日 | 中国       | 遼寧省大連市       | 大連體育中心體育館             | 室內                                                                                              |
| 194 | 2024年11月23日 | 中国       | 遼寧省大連市       | 大連體育中心體育館             | 室內                                                                                              |
| 195 | 2024年11月24日 | 中国       | 遼寧省大連市       | 大連體育中心體育館             | 室內                                                                                              |
| 196 | 2024年11月29日 | 中国       | 山東省青島市       | 青島雲之貝體育館               | 室內                                                                                              |
| 197 | 2024年11月30日 | 中国       | 山東省青島市       | 青島雲之貝體育館               | 室內                                                                                              |
| 198 | 2024年12月1日  | 中国       | 山東省青島市       | 青島雲之貝體育館               | 室內                                                                                              |
| 199 | 2024年12月14日 | 中国       | 江蘇省蘇州市       | 蘇州奧林匹克體育中心體育館     | 室內                                                                                              |
| 200 | 2024年12月15日 | 中国       | 江蘇省蘇州市       | 蘇州奧林匹克體育中心體育館     | 室內                                                                                              |
| 201 | 2024年12月20日 | 中国       | 江蘇省蘇州市       | 蘇州奧林匹克體育中心體育館     | 室內                                                                                              |
| 202 | 2024年12月21日 | 中国       | 江蘇省蘇州市       | 蘇州奧林匹克體育中心體育館     | 室內                                                                                              |
| 203 | 2024年12月22日 | 中国       | 江蘇省蘇州市       | 蘇州奧林匹克體育中心體育館     | 室內                                                                                              |
| 204 | 2024年12月27日 | 中国       | 江蘇省蘇州市       | 蘇州奧林匹克體育中心體育館     | 室內                                                                                              |
| 205 | 2024年12月28日 | 中国       | 江蘇省蘇州市       | 蘇州奧林匹克體育中心體育館     | 室內                                                                                              |
| 206 | 2024年12月29日 | 中国       | 江蘇省蘇州市       | 蘇州奧林匹克體育中心體育館     | 室內                                                                                              |
| 207 | 2025年1月3日   | 中国       | 江西省南昌市       | 南昌國際體育中心體育館         | 室內                                                                                              |
| 208 | 2025年1月4日   | 中国       | 江西省南昌市       | 南昌國際體育中心體育館         | 室內                                                                                              |
| 209 | 2025年1月5日   | 中国       | 江西省南昌市       | 南昌國際體育中心體育館         | 室內                                                                                              |
| 210 | 2025年1月10日  | 中国       | 江西省南昌市       | 南昌國際體育中心體育館         | 室內                                                                                              |
| 211 | 2025年1月11日  | 中国       | 江西省南昌市       | 南昌國際體育中心體育館         | 室內                                                                                              |
| 212 | 2025年1月12日  | 中国       | 江西省南昌市       | 南昌國際體育中心體育館         | 室內                                                                                              |
| 213 | 2025年2月7日   | 中国       | 浙江省杭州市       | 杭州奧林匹克體育中心體育館     | 加場(室內)，為2024年7月26、27及28日因身體不適而取消的場次進行補場                                 |
| 214 | 2025年2月8日   | 中国       | 浙江省杭州市       | 杭州奧林匹克體育中心體育館     | 加場(室內)，為2024年7月26、27及28日因身體不適而取消的場次進行補場                                 |
| 215 | 2025年2月9日   | 中国       | 浙江省杭州市       | 杭州奧林匹克體育中心體育館     | 加場(室內)，為2024年7月26、27及28日因身體不適而取消的場次進行補場                                 |
| 216 | 2025年2月21日  | 中国       | 海南省海口市       | 五源河體育館                   | 室內 2025年2月23日為張學友演唱生涯的第1000場巡迴演唱會，成為首位打破該紀錄的華語歌手              |
| 217 | 2025年2月22日  | 中国       | 海南省海口市       | 五源河體育館                   | 室內 2025年2月23日為張學友演唱生涯的第1000場巡迴演唱會，成為首位打破該紀錄的華語歌手              |
| 218 | 2025年2月23日  | 中国       | 海南省海口市       | 五源河體育館                   | 室內 2025年2月23日為張學友演唱生涯的第1000場巡迴演唱會，成為首位打破該紀錄的華語歌手              |
| 219 | 2025年2月28日  | 中国       | 廣東省廣州市       | 廣州寶能觀致文化中心           | 加場(室內) (原定办7场，因张学友身体不适，而取消3月7、8及9日的场次。)                              |
| 220 | 2025年3月1日   | 中国       | 廣東省廣州市       | 廣州寶能觀致文化中心           | 加場(室內) (原定办7场，因张学友身体不适，而取消3月7、8及9日的场次。)                              |
| 221 | 2025年3月15日  | 中国       | 廣東省廣州市       | 廣州寶能觀致文化中心           | 加場(室內) (原定办7场，因张学友身体不适，而取消3月7、8及9日的场次。)                              |
| 222 | 2025年3月16日  | 中国       | 廣東省廣州市       | 廣州寶能觀致文化中心           | 加場(室內) (原定办7场，因张学友身体不适，而取消3月7、8及9日的场次。)                              |
| 223 | 2025年3月28日  | 臺灣       | 高雄市             | 高雄巨蛋                       | 室內                                                                                              |
| 224 | 2025年3月29日  | 臺灣       | 高雄市             | 高雄巨蛋                       | 室內                                                                                              |
| 225 | 2025年3月30日  | 臺灣       | 高雄市             | 高雄巨蛋                       | 室內                                                                                              |
| 226 | 2025年4月4日   | 臺灣       | 台北市             | 台北小巨蛋                     | 加場(室內)，為2024年6月7、8及9日因感染RSV (呼吸道合胞病毒)而取消的場次進行補場                    |
| 227 | 2025年4月5日   | 臺灣       | 台北市             | 台北小巨蛋                     | 加場(室內)，為2024年6月7、8及9日因感染RSV (呼吸道合胞病毒)而取消的場次進行補場                    |
| 228 | 2025年4月6日   | 臺灣       | 台北市             | 台北小巨蛋                     | 加場(室內)，為2024年6月7、8及9日因感染RSV (呼吸道合胞病毒)而取消的場次進行補場                    |
| 229 | 2025年4月11日  | 臺灣       | 台北市             | 台北小巨蛋                     | 加場(室內)，為2024年6月7、8及9日因感染RSV (呼吸道合胞病毒)而取消的場次進行補場                    |
| 230 | 2025年4月12日  | 臺灣       | 台北市             | 台北小巨蛋                     | 加場(室內)，為2024年6月7、8及9日因感染RSV (呼吸道合胞病毒)而取消的場次進行補場                    |
| 231 | 2025年4月13日  | 臺灣       | 台北市             | 台北小巨蛋                     | 加場(室內)，為2024年6月7、8及9日因感染RSV (呼吸道合胞病毒)而取消的場次進行補場                    |
| 232 | 2025年4月18日  | 臺灣       | 台北市             | 台北小巨蛋                     | 加場(室內)，為2024年6月7、8及9日因感染RSV (呼吸道合胞病毒)而取消的場次進行補場                    |
| 233 | 2025年4月19日  | 臺灣       | 台北市             | 台北小巨蛋                     | 加場(室內)，為2024年6月7、8及9日因感染RSV (呼吸道合胞病毒)而取消的場次進行補場                    |
| 234 | 2025年4月20日  | 臺灣       | 台北市             | 台北小巨蛋                     | 加場(室內)，為2024年6月7、8及9日因感染RSV (呼吸道合胞病毒)而取消的場次進行補場                    |
| 235 | 2025年5月2日   | 中国       | 江蘇省南京市       | 南京青奧體育公園體育館         | 加場(室內)                                                                                        |
| 236 | 2025年5月3日   | 中国       | 江蘇省南京市       | 南京青奧體育公園體育館         | 加場(室內)                                                                                        |
| 237 | 2025年5月4日   | 中国       | 江蘇省南京市       | 南京青奧體育公園體育館         | 加場(室內)                                                                                        |
| 238 | 2025年5月9日   | 中国       | 江蘇省南京市       | 南京青奧體育公園體育館         | 加場(室內)                                                                                        |
| 239 | 2025年5月10日  | 中国       | 江蘇省南京市       | 南京青奧體育公園體育館         | 加場(室內)                                                                                        |
| 240 | 2025年5月16日  | 中国       | 北京市             | 华熙LIVE·五棵松                | 加場(室內)                                                                                        |
| 241 | 2025年5月17日  | 中国       | 北京市             | 华熙LIVE·五棵松                | 加場(室內)                                                                                        |
| 242 | 2025年5月18日  | 中国       | 北京市             | 华熙LIVE·五棵松                | 加場(室內)                                                                                        |
| 243 | 2025年5月23日  | 中国       | 重庆市             | 華熙文化體育中心               | 加場(室內)                                                                                        |
| 244 | 2025年5月24日  | 中国       | 重庆市             | 華熙文化體育中心               | 加場(室內)                                                                                        |
| 245 | 2025年5月25日  | 中国       | 重庆市             | 華熙文化體育中心               | 加場(室內)                                                                                        |
| 246 | 2025年5月30日  | 中国       | 重庆市             | 華熙文化體育中心               | 加場(室內)                                                                                        |
| 247 | 2025年5月31日  | 中国       | 重庆市             | 華熙文化體育中心               | 加場(室內)                                                                                        |
| 248 | 2025年6月13日  | 中国       | 四川省成都市       | 五粮液文化体育中心             | 加場(室內)                                                                                        |
| 249 | 2025年6月14日  | 中国       | 四川省成都市       | 五粮液文化体育中心             | 加場(室內)                                                                                        |
| 250 | 2025年6月15日  | 中国       | 四川省成都市       | 五粮液文化体育中心             | 加場(室內)                                                                                        |
| 251 | 2025年6月20日  | 澳門       | 澳門特別行政區     | 銀河綜藝館                     | 加场(室内)，(由澳門銀河™榮譽呈獻及富衛保險冠名贊助 )                                              |
| 252 | 2025年6月21日  | 澳門       | 澳門特別行政區     | 銀河綜藝館                     | 加场(室内)，(由澳門銀河™榮譽呈獻及富衛保險冠名贊助 )                                              |
| 253 | 2025年6月22日  | 澳門       | 澳門特別行政區     | 銀河綜藝館                     | 加场(室内)，(由澳門銀河™榮譽呈獻及富衛保險冠名贊助 )                                              |
| 254 | 2025年6月27日  | 澳門       | 澳門特別行政區     | 銀河綜藝館                     | 加场(室内)，(由澳門銀河™榮譽呈獻及富衛保險冠名贊助 )                                              |
| 255 | 2025年6月28日  | 澳門       | 澳門特別行政區     | 銀河綜藝館                     | 加场(室内)，(由澳門銀河™榮譽呈獻及富衛保險冠名贊助 )                                              |
| 256 | 2025年6月29日  | 澳門       | 澳門特別行政區     | 銀河綜藝館                     | 加场(室内)，(由澳門銀河™榮譽呈獻及富衛保險冠名贊助 )                                              |
| 257 | 2025年7月4日   | 澳門       | 澳門特別行政區     | 銀河綜藝館                     | 加场(室内)，(由澳門銀河™榮譽呈獻及富衛保險冠名贊助 )                                              |
| 258 | 2025年7月5日   | 澳門       | 澳門特別行政區     | 銀河綜藝館                     | 加场(室内)，(由澳門銀河™榮譽呈獻及富衛保險冠名贊助 )                                              |
| 259 | 2025年7月6日   | 澳門       | 澳門特別行政區     | 銀河綜藝館                     | 加场(室内)，(由澳門銀河™榮譽呈獻及富衛保險冠名贊助 )                                              |
| 260 | 2025年7月18日  | 中国       | 江蘇省蘇州市       | 蘇州奧林匹克體育中心體育館     | 加場(室內)                                                                                        |
| 261 | 2025年7月19日  | 中国       | 江蘇省蘇州市       | 蘇州奧林匹克體育中心體育館     | 加場(室內)                                                                                        |
| 262 | 2025年7月20日  | 中国       | 江蘇省蘇州市       | 蘇州奧林匹克體育中心體育館     | 加場(室內)                                                                                        |
| 263 | 2025年7月25日  | 中国       | 天津市             | 天津體育中心體育館             | 室內                                                                                              |
| 264 | 2025年7月26日  | 中国       | 天津市             | 天津體育中心體育館             | 室內                                                                                              |
| 265 | 2025年7月27日  | 中国       | 天津市             | 天津體育中心體育館             | 室內                                                                                              |
| 266 | 2025年8月1日   | 中国       | 天津市             | 天津體育中心體育館             | 室內                                                                                              |
| 267 | 2025年8月2日   | 中国       | 天津市             | 天津體育中心體育館             | 室內                                                                                              |
| 268 | 2025年8月3日   | 中国       | 天津市             | 天津體育中心體育館             | 室內                                                                                              |
| 269 | 2025年8月15日  | 马来西亚   | 吉隆坡聯邦直轄區   | 亞通體育館                     | 加場(室內)                                                                                        |
| 270 | 2025年8月16日  | 马来西亚   | 吉隆坡聯邦直轄區   | 亞通體育館                     | 加場(室內)                                                                                        |
| 271 | 2025年8月17日  | 马来西亚   | 吉隆坡聯邦直轄區   | 亞通體育館                     | 加場(室內)                                                                                        |
| 272 | 2025年8月22日  | 马来西亚   | 吉隆坡聯邦直轄區   | 亞通體育館                     | 加場(室內)                                                                                        |
| 273 | 2025年8月23日  | 马来西亚   | 吉隆坡聯邦直轄區   | 亞通體育館                     | 加場(室內)                                                                                        |
| 274 | 2025年8月24日  | 马来西亚   | 吉隆坡聯邦直轄區   | 亞通體育館                     | 加場(室內)                                                                                        |
| 275 | 2025年8月29日  | 中国       | 广东省东莞市       | 东莞篮球中心                   | 室内 原定2025年6月6日至8日举行，因与高考撞期延期至8月29日至31日举行                               |
| 276 | 2025年8月30日  | 中国       | 广东省东莞市       | 东莞篮球中心                   | 室内 原定2025年6月6日至8日举行，因与高考撞期延期至8月29日至31日举行                               |
| 277 | 2025年8月31日  | 中国       | 广东省东莞市       | 东莞篮球中心                   | 室内 原定2025年6月6日至8日举行，因与高考撞期延期至8月29日至31日举行                               |
| 278 | 2025年9月13日  |            | 仁川               | 迎仕柏综艺馆                   | 室內                                                                                              |
| 279 | 2025年9月19日  | 中国       | 上海市             | 浦發銀行東方體育中心體育館     | 加場(室內)                                                                                        |
| 280 | 2025年9月20日  | 中国       | 上海市             | 浦發銀行東方體育中心體育館     | 加場(室內)                                                                                        |
| 281 | 2025年9月21日  | 中国       | 上海市             | 浦發銀行東方體育中心體育館     | 加場(室內)                                                                                        |
| 282 | 2025年9月26日  | 中国       | 上海市             | 浦發銀行東方體育中心體育館     | 加場(室內)                                                                                        |
| 283 | 2025年9月27日  | 中国       | 上海市             | 浦發銀行東方體育中心體育館     | 加場(室內)                                                                                        |
| 284 | 2025年9月28日  | 中国       | 上海市             | 浦發銀行東方體育中心體育館     | 加場(室內)                                                                                        |
| 285 | 2025年10月10日 | 中国       | 四川省成都市       | 东安湖体育公园多功能体育馆     | 加場(室內)                                                                                        |
| 286 | 2025年10月11日 | 中国       | 四川省成都市       | 东安湖体育公园多功能体育馆     | 加場(室內)                                                                                        |
| 287 | 2025年10月12日 | 中国       | 四川省成都市       | 东安湖体育公园多功能体育馆     | 加場(室內)                                                                                        |
| 288 | 2025年10月17日 | 中国       | 福建省廈門市       | 厦门奥林匹克体育中心鳳凰體育館 | 加場(室內)                                                                                        |
| 289 | 2025年10月18日 | 中国       | 福建省廈門市       | 厦门奥林匹克体育中心鳳凰體育館 | 加場(室內)                                                                                        |
| 290 | 2025年10月19日 | 中国       | 福建省廈門市       | 厦门奥林匹克体育中心鳳凰體育館 | 加場(室內)                                                                                        |
| 291 | 2025年10月24日 | 中国       | 广东省广州市       | 廣州寶能觀致文化中心           | 加場(室內)，為2025年3月7、8及9日因身體不適而取消的場次進行補場                                    |
| 292 | 2025年10月25日 | 中国       | 广东省广州市       | 廣州寶能觀致文化中心           | 加場(室內)，為2025年3月7、8及9日因身體不適而取消的場次進行補場                                    |
| 293 | 2025年10月26日 | 中国       | 广东省广州市       | 廣州寶能觀致文化中心           | 加場(室內)，為2025年3月7、8及9日因身體不適而取消的場次進行補場                                    |
| 294 | 2025年10月31日 | 中国       | 广东省广州市       | 廣州寶能觀致文化中心           | 加場(室內)，為2025年3月7、8及9日因身體不適而取消的場次進行補場                                    |
| 295 | 2025年11月1日  | 中国       | 广东省广州市       | 廣州寶能觀致文化中心           | 加場(室內)，為2025年3月7、8及9日因身體不適而取消的場次進行補場                                    |
| 296 | 2025年11月2日  | 中国       | 广东省广州市       | 廣州寶能觀致文化中心           | 加場(室內)，為2025年3月7、8及9日因身體不適而取消的場次進行補場                                    |
| 297 | 2025年11月21日 | 新加坡     | 新加坡             | 新加坡室內體育館               | 加場(室內)                                                                                        |
| 298 | 2025年11月22日 | 新加坡     | 新加坡             | 新加坡室內體育館               | 加場(室內)                                                                                        |
| 299 | 2025年11月23日 | 新加坡     | 新加坡             | 新加坡室內體育館               | 加場(室內)                                                                                        |
| 300 | 2025年11月28日 | 新加坡     | 新加坡             | 新加坡室內體育館               | 加場(室內)                                                                                        |
| 301 | 2025年11月29日 | 新加坡     | 新加坡             | 新加坡室內體育館               | 加場(室內)                                                                                        |
| 302 | 2025年11月30日 | 新加坡     | 新加坡             | 新加坡室內體育館               | 加場(室內)                                                                                        |
|     | 2025年12月18日 | 香港       | 香港特別行政區     | 紅磡香港體育館                 | 加場(室內)                                                                                        |
|     | 2025年12月19日 | 香港       | 香港特別行政區     | 紅磡香港體育館                 | 加場(室內)                                                                                        |
|     | 2025年12月21日 | 香港       | 香港特別行政區     | 紅磡香港體育館                 | 加場(室內)                                                                                        |
|     | 2025年12月22日 | 香港       | 香港特別行政區     | 紅磡香港體育館                 | 加場(室內)                                                                                        |
|     | 2025年12月24日 | 香港       | 香港特別行政區     | 紅磡香港體育館                 | 加場(室內)                                                                                        |
|     | 2025年12月25日 | 香港       | 香港特別行政區     | 紅磡香港體育館                 | 加場(室內)                                                                                        |
|     | 2025年12月27日 | 香港       | 香港特別行政區     | 紅磡香港體育館                 | 加場(室內)                                                                                        |
|     | 2025年12月28日 | 香港       | 香港特別行政區     | 紅磡香港體育館                 | 加場(室內)                                                                                        |
|     | 2025年12月30日 | 香港       | 香港特別行政區     | 紅磡香港體育館                 | 加場(室內)                                                                                        |
|     | 2025年12月31日 | 香港       | 香港特別行政區     | 紅磡香港體育館                 | 加場(室內)                                                                                        |
|     | 2026年1月2日   | 香港       | 香港特別行政區     | 紅磡香港體育館                 | 加場(室內)                                                                                        |
|     | 2026年1月3日   | 香港       | 香港特別行政區     | 紅磡香港體育館                 | 加場(室內)                                                                                        |
|     | 2026年1月5日   | 香港       | 香港特別行政區     | 紅磡香港體育館                 | 加場(室內)                                                                                        |
|     | 2026年1月6日   | 香港       | 香港特別行政區     | 紅磡香港體育館                 | 加場(室內)                                                                                        |
|     | 2026年1月8日   | 香港       | 香港特別行政區     | 紅磡香港體育館                 | 加場(室內)                                                                                        |
|     | 2026年1月9日   | 香港       | 香港特別行政區     | 紅磡香港體育館                 | 加場(室內)                                                                                        |
|     | 2026年1月11日  | 香港       | 香港特別行政區     | 紅磡香港體育館                 | 加場(室內)                                                                                        |
|     | 2026年1月12日  | 香港       | 香港特別行政區     | 紅磡香港體育館                 | 加場(室內)                                                                                        |
|     | 2026年1月14日  | 香港       | 香港特別行政區     | 紅磡香港體育館                 | 加場(室內)                                                                                        |
|     | 2026年1月15日  | 香港       | 香港特別行政區     | 紅磡香港體育館                 | 加場(室內)                                                                                        |

## 演唱曲目
|    | 日期    | 專輯                         | 選取歌曲數目 | 歌曲                       |
| -- | ------- | ---------------------------- | ------------ | -------------------------- |
| 1  | 1985.04 | 《Smile》                    | 1            | 交叉算了                   |
| 2  | 1991.01 | 《情不禁》                   | 2            | 馬路英雄、情不禁           |
| 3  | 1991.08 | 《一顆不變心》               | 1            | Ooh La La                  |
| 4  | 1992.05 | 《真情流露》                 | 2            | 歲月流情、分手總要在雨天   |
| 5  | 1993.07 | 《我與你》                   | 2            | 留住這時光、祇想一生跟你走 |
| 6  | 1993.11 | 《等你等到我心痛張學友精選》 | 1            | 等你等到我心痛             |
| 7  | 1995.03 | 《真愛新曲+精選》            | 1            | 一千個傷心的理由(國)       |
| 8  | 1995.06 | 《過敏世界》                 | 2            | 剎那愛、過敏世界           |
| 9  | 1997.08 | 《想和你去吹吹風》           | 1            | 三天兩夜(國)               |
| 10 | 1998.08 | 《不後悔》                   | 1            | 深海(國)                   |
| 11 | 1999.01 | 《有個人》                   | 1            | 我應該                     |
| 12 | 2001.05 | 《天下第一流》               | 2            | 樓上來的聲音、沒有童話時   |
| 13 | 2001.09 | 《熱》                       | 1            | 天氣這麼熱(國)             |
| 14 | 2004.04 | 《Life Is Like A Dream》     | 1            | 想劈酒                     |
| 15 | 2010.01 | 《Private Corner》           | 1            | Double Trouble             |
| 16 | 2023.02 | 單曲（暫未收錄於任何專輯）   | 1            | 日出時讓街燈安睡           |
| 17 | 2023.03 | 單曲（暫未收錄於任何專輯）   | 1            | 又十年(國)                 |

|    | 日期    | 專輯                         | 選取歌曲數目 | 歌曲                             |
| -- | ------- | ---------------------------- | ------------ | -------------------------------- |
| 1  | 1985.04 | 《Smile》                    | 1            | 交叉算了                         |
| 2  | 1991.01 | 《情不禁》                   | 2            | 馬路英雄、情不禁                 |
| 3  | 1991.08 | 《一顆不變心》               | 1            | Ooh La La                        |
| 4  | 1992.05 | 《真情流露》                 | 2            | 歲月流情、分手總要在雨天         |
| 5  | 1993.07 | 《我與你》                   | 2            | 留住這時光、祇想一生跟你走       |
| 6  | 1993.11 | 《等你等到我心痛張學友精選》 | 1            | 等你等到我心痛                   |
| 7  | 1995.06 | 《過敏世界》                 | 2            | 剎那愛、過敏世界                 |
| 8  | 1996.06 | 《忘記你我做不到》           | 1            | 情書(國)                         |
| 9  | 1997.01 | 《不老的傳說》               | 1            | 愛是永恆(粵)                     |
| 10 | 1997.08 | 《想和你去吹吹風》           | 1            | 三天兩夜(國)                     |
| 11 | 1998.08 | 《不後悔》                   | 1            | 深海(國)                         |
| 12 | 1999.01 | 《有個人》                   | 1            | 我應該                           |
| 13 | 2001.09 | 《熱》                       | 2            | 天氣這麼熱(國)、我真的受傷了(國) |
| 14 | 2004.04 | 《Life Is Like A Dream》     | 1            | 想劈酒                           |
| 15 | 2010.01 | 《Private Corner》           | 1            | Double Trouble                   |
| 16 | 2023.02 | 單曲（暫未收錄於任何專輯）   | 1            | 日出時讓街燈安睡                 |
| 17 | 2023.03 | 單曲（暫未收錄於任何專輯）   | 1            | 又十年(國)                       |

|    | 日期    | 專輯                         | 選取歌曲數目 | 歌曲                             |
| -- | ------- | ---------------------------- | ------------ | -------------------------------- |
| 1  | 1985.04 | 《Smile》                    | 1            | 交叉算了                         |
| 2  | 1991.01 | 《情不禁》                   | 2            | 馬路英雄、情不禁                 |
| 3  | 1991.08 | 《一顆不變心》               | 1            | Ooh La La                        |
| 4  | 1992.05 | 《真情流露》                 | 2            | 歲月流情、分手總要在雨天         |
| 5  | 1993.07 | 《我與你》                   | 2            | 留住這時光、祇想一生跟你走       |
| 6  | 1993.11 | 《等你等到我心痛張學友精選》 | 1            | 等你等到我心痛                   |
| 7  | 1995.03 | 《真愛新曲+精選》            | 1            | 一千個傷心的理由(國)             |
| 8  | 1995.06 | 《過敏世界》                 | 2            | 剎那愛、過敏世界                 |
| 9  | 1996.06 | 《忘記你我做不到》           | 1            | 情書(國)                         |
| 10 | 1997.08 | 《想和你去吹吹風》           | 1            | 三天兩夜(國)                     |
| 11 | 1998.08 | 《不後悔》                   | 1            | 深海(國)                         |
| 12 | 1999.01 | 《有個人》                   | 1            | 我應該                           |
| 13 | 2001.09 | 《熱》                       | 2            | 天氣這麼熱(國)、我真的受傷了(國) |
| 14 | 2004.04 | 《Life Is Like A Dream》     | 1            | 想劈酒                           |
| 15 | 2010.01 | 《Private Corner》           | 1            | Double Trouble                   |
| 16 | 2023.02 | 單曲（暫未收錄於任何專輯）   | 1            | 日出時讓街燈安睡                 |
| 17 | 2023.03 | 單曲（暫未收錄於任何專輯）   | 1            | 又十年(國)                       |

|    | 日期    | 專輯                         | 選取歌曲數目 | 歌曲                             |
| -- | ------- | ---------------------------- | ------------ | -------------------------------- |
| 1  | 1985.04 | 《Smile》                    | 1            | 交叉算了                         |
| 2  | 1991.01 | 《情不禁》                   | 2            | 馬路英雄、情不禁                 |
| 3  | 1991.08 | 《一顆不變心》               | 1            | Ooh La La                        |
| 4  | 1993.03 | 《吻別》                     | 1            | 一路上有你                       |
| 5  | 1993.07 | 《我與你》                   | 2            | 留住這時光、祇想一生跟你走       |
| 6  | 1993.11 | 《等你等到我心痛張學友精選》 | 1            | 等你等到我心痛                   |
| 7  | 1995.03 | 《真愛新曲+精選》            | 1            | 一千個傷心的理由(國)             |
| 8  | 1995.06 | 《過敏世界》                 | 2            | 剎那愛、過敏世界                 |
| 9  | 1996.06 | 《忘記你我做不到》           | 2            | 情書(國)、慢慢(國)               |
| 10 | 1997.08 | 《想和你去吹吹風》           | 1            | 三天兩夜(國)                     |
| 11 | 1998.08 | 《不後悔》                   | 1            | 深海(國)                         |
| 12 | 1999.01 | 《有個人》                   | 1            | 我應該                           |
| 13 | 2001.09 | 《熱》                       | 2            | 天氣這麼熱(國)、我真的受傷了(國) |
| 14 | 2004.04 | 《Life Is Like A Dream》     | 1            | 想劈酒                           |
| 15 | 2010.01 | 《Private Corner》           | 1            | Double Trouble                   |
| 16 | 2023.02 | 單曲（暫未收錄於任何專輯）   | 1            | 日出時讓街燈安睡                 |
| 17 | 2023.03 | 單曲（暫未收錄於任何專輯）   | 1            | 又十年(國)                       |

1. 留住這時光（序曲） 

2. Ooh La La 

3. 馬路英雄 

4. 情不禁 

5. 我應該 

6. 等你等到我心痛 

7. 深海 

8. 三天兩夜 

9. 交叉算了 

10. Double Trouble 

11. 樓上來的聲音 

12. 沒有童話時 

Talking 1 

13. 日出時讓街燈安睡 

14. 又十年 

15. 天氣這麼熱 

16. 想劈酒 

17. 剎那愛 

18. 歲月流情 

19. 分手總要在雨天 

20. 祇想一生跟你走 

21. 愛是永恆（粤）

22. 過敏世界 

Encore 

23. 藍雨／李香蘭／我等到花兒也謝了 

24. 她來聽我的演唱會 

Talking 2 

25. 吻別（摇滚版） 

1. 留住這時光（序曲） 

2. Ooh La La 

3. 馬路英雄 

4. 情不禁 

5. 我應該 

6. 等你等到我心痛 

7. 深海 

8. 三天兩夜 

9. 交叉算了 

10. Double Trouble 

11. 樓上來的聲音 

12. 沒有童話時 

Talking 1 

13. 日出時讓街燈安睡 

14. 又十年 

15. 天氣這麼熱 

16. 想劈酒 

17. 剎那愛 

18. 歲月流情 

19. 分手總要在雨天 

20. 祇想一生跟你走 

21. 愛是永恆（粤） 

22. 過敏世界 

Encore 

23. 李香蘭／我等到花兒也謝了 

24. 她來聽我的演唱會 

Talking 2 

25. 吻別（摇滚版） 

1. 留住這時光（序曲） 

2. Ooh La La 

3. 馬路英雄 

4. 情不禁 

5. 我應該 

6. 等你等到我心痛 

7. 深海 

8. 三天兩夜 

9. 交叉算了 

10. Double Trouble 

11. 樓上來的聲音 

12. 沒有童話時 

Talking 1 

13. 日出時讓街燈安睡 

14. 又十年 

15. 天氣這麼熱 

16. 想劈酒 

17. 剎那愛 

18. 歲月流情 

19. 分手總要在雨天 

20. 祇想一生跟你走 

21. 愛是永恆（粤） 

22. 過敏世界 

Encore 

23. 藍雨／李香蘭／我等到花兒也謝了 

24. 她來聽我的演唱會 

Talking 2 

25. 吻別（摇滚版） 

1. 留住這時光（序曲） 

2. Ooh La La 

3. 馬路英雄 

4. 情不禁 

5. 我應該 

6. 等你等到我心痛 

7. 深海 

8. 三天兩夜 

9. 交叉算了 

10. Double Trouble 

11. 情書 

12. 我真的受傷了 

Talking 1 

13. 日出時讓街燈安睡 

14. 又十年 

15. 天氣這麼熱 

16. 想劈酒 

17. 剎那愛 

18. 歲月流情 

19. 分手總要在雨天 

20. 祇想一生跟你走 

21. 一千個傷心的理由 

22. 過敏世界 

Encore 

23. 藍雨／李香蘭／我等到花兒也謝了 

24. 她來聽我的演唱會 

Talking 2 

25. 吻別（摇滚版） 

1. 留住這時光（序曲） 

2. Ooh La La 

3. 馬路英雄 

4. 情不禁 

5. 我應該 

6. 等你等到我心痛 

7. 深海 

8. 三天兩夜 

9. 交叉算了 

10. Double Trouble 

11. 情書 

12. 我真的受傷了 

Talking 1 

13. 日出時讓街燈安睡 

14. 又十年 

15. 天氣這麼熱 

16. 想劈酒 

17. 剎那愛 

18. 歲月流情 

19. 分手總要在雨天 

20. 祇想一生跟你走 

21. 愛是永恆（粤） 

22. 過敏世界 

Encore 

23. 藍雨／李香蘭／我等到花兒也謝了 

24. 她來聽我的演唱會 

Talking 2 

25. 吻別（摇滚版） 

1. 留住這時光（序曲） 

2. Ooh La La 

3. 馬路英雄 

4. 情不禁 

5. 我應該 

6. 等你等到我心痛 

7. 深海 

8. 三天兩夜 

9. 交叉算了 

10. Double Trouble 

11. 情書 

12. 我真的受傷了 

Talking 1 

13. 日出時讓街燈安睡 

14. 又十年 

15. 天氣這麼熱 

16. 想劈酒 

17. 剎那愛 

18. 歲月流情 

19. 分手總要在雨天 

20. 祇想一生跟你走 

21. 一千個傷心的理由 

22. 過敏世界 

Encore 

23. 藍雨／李香蘭／我等到花兒也謝了 

24. 她來聽我的演唱會 

Talking 2 

25. 吻別（摇滚版） 

1. 留住這時光（序曲） 

2. Ooh La La 

3. 馬路英雄 

4. 情不禁 

5. 我應該 

6. 等你等到我心痛 

7. 深海 

8. 三天兩夜 

9. 交叉算了 

10. Double Trouble 

11. 情書 

12. 我真的受傷了 

Talking 1 

13. 日出時讓街燈安睡 

14. 又十年 

15. 天氣這麼熱 

16. 想劈酒 

17. 剎那愛 

18. 歲月流情 

19. 分手總要在雨天 

20. 祇想一生跟你走 

21. 一千個傷心的理由 

22. 過敏世界 

Encore 

23. 藍雨／李香蘭／我等到花兒也謝了 

24. 她來聽我的演唱會 

Talking 2 

25. 一路上有你（鋼琴伴奏）

26. 吻別（摇滚版） 

1. 留住這時光（序曲） 

2. Ooh La La 

3. 馬路英雄 

4. 情不禁 

5. 我應該 

6. 等你等到我心痛 

7. 深海 

8. 三天兩夜 

9. 交叉算了 

10. Double Trouble 

11. 情書 

12. 我真的受傷了 

Talking 1 

13. 日出時讓街燈安睡 

14. 又十年 

15. 天氣這麼熱 

16. 想劈酒 

17. 剎那愛 

18. 歲月流情 

19. 分手總要在雨天 

20. 祇想一生跟你走 

21. 一千個傷心的理由 

22. 過敏世界 

Encore 

23. 藍雨／李香蘭／我等到花兒也謝了 

24. 她來聽我的演唱會 

Talking 2 

25. 一路上有你（鋼琴伴奏）

26. 吻別（摇滚版） 

1. 留住這時光（序曲） 

2. Ooh La La 

3. 馬路英雄 

4. 情不禁 

5. 我應該 

6. 等你等到我心痛 

7. 深海 

8. 三天兩夜 

9. 交叉算了 

10. Double Trouble 

11. 情書 

12. 我真的受傷了 

Talking 1 

13. 日出時讓街燈安睡 

14. 又十年 

15. 天氣這麼熱 

16. 想劈酒 

17. 剎那愛 

18. 歲月流情 

19. 分手總要在雨天 

20. 祇想一生跟你走 

21. 愛是永恆（粤）

22. 過敏世界 

Encore 

23. 藍雨／李香蘭／我等到花兒也謝了 

24. 她來聽我的演唱會 

Talking 2 

25. 吻別（摇滚版） 

1. 留住這時光（序曲） 

2. Ooh La La 

3. 馬路英雄 

4. 情不禁 

5. 我應該 

6. 等你等到我心痛 

7. 深海 

8. 三天兩夜 

9. 交叉算了 

10. Double Trouble 

11. 情書 

12. 我真的受傷了 

Talking 1 

13. 日出時讓街燈安睡 

14. 又十年 

15. 天氣這麼熱 

16. 想劈酒 

17. 剎那愛 

18. 歲月流情 

19. 分手總要在雨天 

20. 祇想一生跟你走 

21. 一千個傷心的理由 

22. 過敏世界 

Encore 

23. 李香蘭／我等到花兒也謝了／心如刀割 

24. 她來聽我的演唱會 

Talking 2 

25. 一路上有你（鋼琴伴奏）

26. 偷心 

27. 吻別（摇滚版） 

1. 留住這時光（序曲） 

2. Ooh La La 

3. 馬路英雄 

4. 情不禁 

5. 我應該 

6. 等你等到我心痛 

7. 深海 

8. 三天兩夜 

9. 交叉算了 

10. Double Trouble 

11. 情書 

12. 我真的受傷了 

Talking 1 

13. 日出時讓街燈安睡 

14. 又十年 

15. 天氣這麼熱 

16. 想劈酒 

17. 剎那愛 

18. 歲月流情 

19. 分手總要在雨天 

20. 祇想一生跟你走 

21. 一千個傷心的理由 

22. 過敏世界 

Encore 

23. 李香蘭／我等到花兒也謝了／心如刀割／藍雨 

24. 她來聽我的演唱會 

Talking 2 

25. 偷心 

26. 一路上有你（鋼琴伴奏）

27. 吻別（摇滚版） 

1. 留住這時光（序曲） 

2. Ooh La La 

3. 馬路英雄 

4. 情不禁 

5. 我應該 

6. 等你等到我心痛 

7. 深海 

8. 三天兩夜 

9. 交叉算了 

10. Double Trouble 

11. 情書 

12. 我真的受傷了 

Talking 1 

13. 日出時讓街燈安睡 

14. 又十年 

15. 天氣這麼熱 

16. 想劈酒 

17. 剎那愛 

18. 歲月流情 

19. 分手總要在雨天 

20. 祇想一生跟你走 

21. 一千個傷心的理由 

22. 過敏世界 

Encore 

23. 李香蘭／我等到花兒也謝了／心如刀割 

24. 她來聽我的演唱會 

Talking 2 

25. 偷心 

26. 一路上有你（鋼琴伴奏）

27. 吻別（摇滚版） 

1. 留住這時光（序曲） 

2. Ooh La La 

3. 馬路英雄 

4. 情不禁 

5. 我應該 

6. 等你等到我心痛 

7. 深海 

8. 三天兩夜 

9. 交叉算了 

10. Double Trouble 

11. 情書 

12. 我真的受傷了 

Talking 1 

13. 日出時讓街燈安睡 

14. 又十年 

15. 天氣這麼熱 

16. 想劈酒 

17. 剎那愛 

18. 歲月流情 

19. 分手總要在雨天 

20. 祇想一生跟你走 

21. 一千個傷心的理由 

22. 過敏世界 

Encore 

23. 李香蘭／我等到花兒也謝了／心如刀割 

24. 她來聽我的演唱會 

Talking 2 

25. 偷心 

26. 一路上有你（鋼琴伴奏）

27. 吻別（摇滚版） 

1. 留住這時光（序曲） 

2. Ooh La La 

3. 馬路英雄 

4. 情不禁 

5. 我應該 

6. 等你等到我心痛 

7. 深海 

8. 三天兩夜 

9. 交叉算了 

10. Double Trouble 

11. 情書 

12. 我真的受傷了 

Talking 1 

13. 日出時讓街燈安睡 

14. 又十年 

15. 天氣這麼熱 

16. 想劈酒 

17. 剎那愛 

18. 歲月流情 

19. 分手總要在雨天 

20. 祇想一生跟你走 

21. 一千個傷心的理由 

22. 過敏世界 

Encore 

23. 李香蘭／我等到花兒也謝了／心如刀割／藍雨 

24. 她來聽我的演唱會 

Talking 2 

25. 偷心 

26. 一路上有你（鋼琴伴奏）

27. 吻別（摇滚版） 

1. 留住這時光（序曲） 

2. Ooh La La 

3. 馬路英雄 

4. 情不禁 

5. 我應該 

6. 等你等到我心痛 

7. 深海 

8. 三天兩夜 

9. 交叉算了 

10. Double Trouble 

11. 情書 

12. 我真的受傷了 

Talking 1 

13. 日出時讓街燈安睡 

14. 又十年 

15. 天氣這麼熱 

16. 想劈酒 

17. 剎那愛 

18. 歲月流情 

19. 分手總要在雨天 

20. 祇想一生跟你走 

21. 一千個傷心的理由 

22. 過敏世界 

Encore 

23. 秋意濃／我等到花兒也謝了／心如刀割／愛是永恆（國） 

24. 她來聽我的演唱會 

Talking 2 

25. 一路上有你（鋼琴伴奏）

26. 吻別（摇滚版） 

1. 留住這時光（序曲） 

2. Ooh La La 

3. 馬路英雄 

4. 情不禁 

5. 我應該 

6. 等你等到我心痛 

7. 深海 

8. 三天兩夜 

9. 交叉算了 

10. Double Trouble 

11. 情書 

12. 我真的受傷了 

Talking 1 

13. 日出時讓街燈安睡 

14. 又十年 

15. 天氣這麼熱 

16. 想劈酒 

17. 剎那愛 

18. 歲月流情 

19. 分手總要在雨天 

20. 祇想一生跟你走 

21. 一千個傷心的理由 

22. 過敏世界 

Encore 

23. 李香蘭／我等到花兒也謝了／心如刀割 

24. 她來聽我的演唱會 

Talking 2 

25. 偷心 

26. 一路上有你（鋼琴伴奏）

27. 吻別（摇滚版） 

1. 留住這時光（序曲） 

2. Ooh La La 

3. 馬路英雄 

4. 情不禁 

5. 我應該 

6. 等你等到我心痛 

7. 深海 

8. 三天兩夜 

9. 交叉算了 

10. Double Trouble 

11. 情書 

12. 我真的受傷了 

Talking 1 

13. 日出時讓街燈安睡 

14. 又十年 

15. 天氣這麼熱 

16. 想劈酒 

17. 剎那愛 

18. 歲月流情 

19. 分手總要在雨天 

20. 祇想一生跟你走 

21. 一千個傷心的理由 

22. 過敏世界 

Encore 

23. 李香蘭／我等到花兒也謝了／心如刀割／藍雨 

24. 她來聽我的演唱會 

Talking 2 

25. 偷心 

26. 一路上有你（鋼琴伴奏）

27. 吻別（摇滚版） 

1. 留住這時光（序曲） 

2. Ooh La La 

3. 馬路英雄 

4. 情不禁 

5. 我應該 

6. 等你等到我心痛 

7. 深海 

8. 三天兩夜 

9. 交叉算了 

10. Double Trouble 

11. 情書 

12. 我真的受傷了 

Talking 1 

13. 日出時讓街燈安睡 

14. 又十年 

15. 天氣這麼熱 

16. 想劈酒 

17. 剎那愛 

18. 歲月流情 

19. 分手總要在雨天 

20. 祇想一生跟你走 

21. 一千個傷心的理由 

22. 過敏世界 

Encore 

23. 李香蘭／我等到花兒也謝了／愛是永恆（粵）／藍雨 

24. 她來聽我的演唱會 

Talking 2 

25. 偷心 

26. 一路上有你（鋼琴伴奏）

27. 吻別（摇滚版） 

1. 留住這時光（序曲） 

2. Ooh La La 

3. 馬路英雄 

4. 情不禁 

5. 我應該 

6. 等你等到我心痛 

7. 深海 

8. 三天兩夜 

9. 交叉算了 

10. Double Trouble 

11. 情書 

12. 我真的受傷了 

Talking 1 

13. 日出時讓街燈安睡 

14. 又十年 

15. 天氣這麼熱 

16. 想劈酒 

17. 剎那愛 

18. 歲月流情 

19. 分手總要在雨天 

20. 祇想一生跟你走 

21. 一千個傷心的理由 

22. 過敏世界 

Encore 

23. 李香蘭／我等到花兒也謝了／愛是永恆（粵）／心如刀割 

24. 她來聽我的演唱會 

Talking 2 

25. 偷心 

26. 一路上有你（鋼琴伴奏）

27. 吻別（摇滚版） 

1. 留住這時光（序曲） 

2. Ooh La La 

3. 馬路英雄 

4. 情不禁 

5. 我應該 

6. 等你等到我心痛 

7. 深海 

8. 三天兩夜 

9. 交叉算了 

10. Double Trouble 

11. 情書 

12. 我真的受傷了 

Talking 1 

13. 日出時讓街燈安睡 

14. 又十年 

15. 天氣這麼熱 

16. 想劈酒 

17. 剎那愛 

18. 歲月流情 

19. 分手總要在雨天 

20. 祇想一生跟你走 

21. 一千個傷心的理由 

22. 過敏世界 

Encore 

23. 李香蘭／我等到花兒也謝了／心如刀割 

24. 她來聽我的演唱會 

Talking 2 

25. 偷心 

26. 一路上有你（鋼琴伴奏）

27. 吻別（摇滚版） 

1. 留住這時光（序曲） 

2. Ooh La La 

3. 馬路英雄 

4. 情不禁 

5. 我應該 

6. 等你等到我心痛 

7. 深海 

8. 三天兩夜 

9. 交叉算了 

10. Double Trouble 

11. 情書 

12. 我真的受傷了 

Talking 1 

13. 日出時讓街燈安睡 

14. 又十年 

15. 天氣這麼熱 

16. 想劈酒 

17. 剎那愛 

18. 歲月流情 

19. 分手總要在雨天 

20. 祇想一生跟你走 

21. 一千個傷心的理由 

22. 過敏世界 

Encore 

23. 李香蘭／我等到花兒也謝了／藍雨／心如刀割 

24. 她來聽我的演唱會 

Talking 2 

25. 偷心 

26. 一路上有你（鋼琴伴奏）

27. 吻別（摇滚版） 

1. 留住這時光（序曲） 

2. Ooh La La 

3. 馬路英雄 

4. 情不禁 

5. 我應該 

6. 等你等到我心痛 

7. 深海 

8. 三天兩夜 

9. 交叉算了 

10. Double Trouble 

11. 情書 

12. 樓上来的聲音（第四至五場） 

13. 沒有童話時（第四至五場） 

14. 我真的受傷了  

Talking 1 

15. 日出時讓街燈安睡 

16. 又十年 

17. 天氣這麼熱 

18. 想劈酒 

19. 剎那愛 

20. 歲月流情 

21. 分手總要在雨天 

22. 祇想一生跟你走 

23. 一千個傷心的理由 

24. 過敏世界 

Encore 

25. 李香蘭／我等到花兒也謝了／愛是永恆（粵）／藍雨 

26. 她來聽我的演唱會 

Talking 2 

27. 吻別（摇滚版） 

1. 留住這時光（序曲） 

2. Ooh La La 

3. 馬路英雄 

4. 情不禁 

5. 我應該 

6. 等你等到我心痛 

7. 深海 

8. 三天兩夜 

9. 交叉算了 

10. Double Trouble 

11. 情書 

12. 我真的受傷了 

Talking 1 

13. 日出時讓街燈安睡 

14. 又十年 

15. 天氣這麼熱 

16. 想劈酒 

17. 剎那愛 

18. 慢慢 

19. 一路上有你 

20. 祇想一生跟你走 

21. 一千個傷心的理由 

22. 過敏世界 

Encore 

23. 李香蘭／我等到花兒也謝了／心如刀割 

24. 她來聽我的演唱會 

Talking 2 

25. 偷心 

26. 吻別（摇滚版） 

1. 留住這時光（序曲） 

2. Ooh La La 

3. 馬路英雄 

4. 情不禁 

5. 我應該 

6. 等你等到我心痛 

7. 深海 

8. 三天兩夜 

9. 交叉算了 

10. Double Trouble 

11. 情書 

12. 我真的受傷了 

Talking 1 

13. 日出時讓街燈安睡 

14. 又十年 

15. 天氣這麼熱 

16. 想劈酒 

17. 剎那愛 

18. 慢慢 

19. 一路上有你 

20. 祇想一生跟你走 

21. 一千個傷心的理由 

22. 過敏世界 

Encore 

23. 李香蘭／我等到花兒也謝了／忘記你我做不到 

24. 她來聽我的演唱會 

Talking 2 

25. 偷心 

26. 吻別（摇滚版） 

1. 留住這時光（序曲） 

2. Ooh La La 

3. 馬路英雄 

4. 情不禁 

5. 我應該 

6. 等你等到我心痛 

7. 深海 

8. 三天兩夜 

9. 交叉算了 

10. Double Trouble 

11. 情書 

12. 我真的受傷了 

Talking 1 

13. 日出時讓街燈安睡 

14. 又十年 

15. 天氣這麼熱 

16. 想劈酒 

17. 剎那愛 

18. 慢慢 

19. 一路上有你 

20. 祇想一生跟你走 

21. 一千個傷心的理由 

22. 過敏世界 

Encore 

23. 我等到花兒也謝了／忘記你我做不到／李香蘭／藍雨／愛是永恆（粤）

24. 她來聽我的演唱會 

Talking 2 

25. 偷心（第三場起） 

26. 吻別（摇滚版） 

1. 留住這時光（序曲） 

2. Ooh La La 

3. 馬路英雄 

4. 情不禁 

5. 我應該 

6. 等你等到我心痛 

7. 深海 

8. 三天兩夜 

9. 交叉算了 

10. Double Trouble 

11. 情書 

12. 我真的受傷了 

Talking 1 

13. 日出時讓街燈安睡 

14. 又十年 

15. 天氣這麼熱 

16. 想劈酒 

17. 剎那愛 

18. 慢慢 

19. 一路上有你 

20. 祇想一生跟你走 

21. 一千個傷心的理由 

22. 過敏世界 

Encore 

23. 李香蘭／我等到花兒也謝了／藍雨／忘記你我做不到／心如刀割 

24. 她來聽我的演唱會 

Talking 2 

25. 偷心 

26. 吻別（摇滚版） 

1. 留住這時光（序曲） 

2. Ooh La La 

3. 馬路英雄 

4. 情不禁 

5. 我應該 

6. 等你等到我心痛 

7. 深海 

8. 三天兩夜 

9. 交叉算了 

10. Double Trouble 

11. 情書 

12. 我真的受傷了 

Talking 1 

13. 日出時讓街燈安睡 

14. 又十年 

15. 天氣這麼熱 

16. 想劈酒 

17. 剎那愛 

18. 慢慢 

19. 一路上有你 

20. 祇想一生跟你走 

21. 一千個傷心的理由 

22. 過敏世界 

Encore 

23. 忘記你我做不到／愛是永恆（粤）／心如刀割 

24. 她來聽我的演唱會 

Talking 2 

25. 偷心 

26. 吻別（摇滚版） 

1. 留住這時光（序曲） 

2. Ooh La La 

3. 馬路英雄 

4. 情不禁 

5. 我應該 

6. 等你等到我心痛 

7. 深海 

8. 三天兩夜 

9. 交叉算了 

10. Double Trouble 

11. 情書 

12. 我真的受傷了 

Talking 1 

13. 日出時讓街燈安睡 

14. 又十年 

15. 天氣這麼熱 

16. 想劈酒 

17. 剎那愛 

18. 慢慢 

19. 一路上有你 

20. 祇想一生跟你走 

21. 一千個傷心的理由 

22. 過敏世界 

Encore 

23. 李香蘭／我等到花兒也謝了／藍雨 

24. 她來聽我的演唱會 

Talking 2 

25. 偷心 

26. 吻別（摇滚版） 

1. 留住這時光（序曲） 

2. Ooh La La 

3. 馬路英雄 

4. 情不禁 

5. 我應該 

6. 等你等到我心痛 

7. 深海 

8. 三天兩夜 

9. 交叉算了 

10. Double Trouble 

11. 情書 

12. 我真的受傷了 

Talking 1 

13. 日出時讓街燈安睡 

14. 又十年 

15. 天氣這麼熱 

16. 想劈酒 

17. 剎那愛 

18. 歲月流情 

19. 分手總要在雨天 

20. 祇想一生跟你走 

21. 一千個傷心的理由 

22. 過敏世界 

Encore 

23. 李香蘭／我等到花兒也謝了 

24. 她來聽我的演唱會 

Talking 2 

25. 偷心 

26. 吻別（摇滚版） 

1. 留住這時光（序曲） 

2. Ooh La La 

3. 馬路英雄 

4. 情不禁 

5. 我應該 

6. 等你等到我心痛 

7. 深海 

8. 三天兩夜 

9. 交叉算了 

10. Double Trouble 

11. 情書 

12. 我真的受傷了 

Talking 1 

13. 日出時讓街燈安睡 

14. 又十年 

15. 天氣這麼熱 

16. 想劈酒 

17. 剎那愛 

18. 慢慢 

19. 一路上有你 

20. 祇想一生跟你走 

21. 一千個傷心的理由 

22. 過敏世界 

Encore 

23. 忘記你我做不到／我等到花兒也謝了／心如刀割 

24. 她來聽我的演唱會 

Talking 2 

25. 吻別（摇滚版） 

1. 留住這時光（序曲） 

2. Ooh La La 

3. 馬路英雄 

4. 情不禁 

5. 我應該 

6. 等你等到我心痛 

7. 深海 

8. 三天兩夜 

9. 交叉算了 

10. Double Trouble 

11. 情書 

12. 我真的受傷了 

Talking 1 

13. 日出時讓街燈安睡 

14. 又十年 

15. 天氣這麼熱 

16. 想劈酒 

17. 剎那愛 

18. 慢慢 

19. 一路上有你 

20. 祇想一生跟你走 

21. 一千個傷心的理由 

22. 過敏世界 

Encore 

23. 忘記你我做不到／秋意濃／我等到花兒也謝了／心如刀割／愛是永恆（國）／藍雨（國） 

24. 她來聽我的演唱會 

Talking 2 

25. 吻別（摇滚版） 

1. 留住這時光（序曲） 

2. Ooh La La 

3. 馬路英雄 

4. 情不禁 

5. 我應該 

6. 等你等到我心痛 

7. 深海 

8. 三天兩夜 

9. 交叉算了 

10. Double Trouble 

11. 情書 

12. 我真的受傷了 

Talking 1 

13. 日出時讓街燈安睡 

14. 又十年 

15. 天氣這麼熱 

16. 想劈酒 

17. 剎那愛 

18. 慢慢 

19. 一路上有你 

20. 祇想一生跟你走 

21. 一千個傷心的理由 

22. 過敏世界 

Encore 

23. 忘记你我做不到／我等到花兒也謝了／心如刀割／藍雨

24. 她來聽我的演唱會 

Talking 2 

25. 偷心 

26. 吻別（摇滚版） 

1. 留住這時光（序曲） 

2. Ooh La La 

3. 馬路英雄 

4. 情不禁 

5. 我應該 

6. 等你等到我心痛 

7. 深海 

8. 三天兩夜 

9. 交叉算了 

10. Double Trouble 

11. 情書 

12. 我真的受傷了 

Talking 1 

13. 日出時讓街燈安睡 

14. 又十年 

15. 天氣這麼熱 

16. 想劈酒 

17. 剎那愛 

18. 慢慢 

19. 一路上有你 

20. 祇想一生跟你走 

21. 一千個傷心的理由 

22. 過敏世界 

Encore 

23. 忘记你我做不到／心如刀割／藍雨 

24. 她來聽我的演唱會 

Talking 2 

25. 偷心 

26. 吻別（摇滚版） 

1. 留住這時光（序曲） 

2. Ooh La La 

3. 馬路英雄 

4. 情不禁 

5. 我應該 

6. 等你等到我心痛 

7. 深海 

8. 三天兩夜 

9. 交叉算了 

10. Double Trouble 

11. 情書 

12. 我真的受傷了 

Talking 1 

13. 日出時讓街燈安睡 

14. 又十年 

15. 天氣這麼熱 

16. 想劈酒 

17. 剎那愛 

18. 慢慢 

19. 一路上有你 

20. 祇想一生跟你走 

21. 一千個傷心的理由 

22. 過敏世界 

Encore 

23. 李香蘭／我等到花兒也謝了／心如刀割／愛是永恆（粤）／藍雨 

24. 她來聽我的演唱會 

Talking 2 

25. 吻別（摇滚版） 

1. 留住這時光（序曲） 

2. Ooh La La 

3. 馬路英雄 

4. 情不禁 

5. 我應該 

6. 等你等到我心痛 

7. 深海 

8. 三天兩夜 

9. 交叉算了 

10. Double Trouble 

11. 情書 

12. 我真的受傷了 

Talking 1 

13. 日出時讓街燈安睡 

14. 又十年 

15. 天氣這麼熱 

16. 想劈酒 

17. 剎那愛 

18. 慢慢 

19. 一路上有你 

20. 祇想一生跟你走 

21. 一千個傷心的理由 

22. 過敏世界 

Encore 

23. 忘记你我做不到／我等到花兒也謝了／李香蘭 

24. 她來聽我的演唱會 

Talking 2 

25. 吻別（摇滚版） 

1. 留住這時光（序曲） 

2. Ooh La La 

3. 馬路英雄 

4. 情不禁 

5. 我應該 

6. 等你等到我心痛 

7. 深海 

8. 三天兩夜 

9. 交叉算了 

10. Double Trouble 

11. 情書 

12. 我真的受傷了 

Talking 1 

13. 日出時讓街燈安睡 

14. 又十年 

15. 天氣這麼熱 

16. 想劈酒 

17. 剎那愛 

18. 歲月流情 

19. 分手總要在雨天 

20. 祇想一生跟你走 

21. 一千個傷心的理由 

22. 過敏世界 

Encore 

23. 李香蘭／愛是永恆（粵）／我等到花兒也謝了（粵）／藍雨

24. 她來聽我的演唱會 

Talking 2 

25. 吻別（摇滚版） 

1. 留住這時光（序曲） 

2. Ooh La La 

3. 馬路英雄 

4. 情不禁 

5. 我應該 

6. 等你等到我心痛 

7. 深海 

8. 三天兩夜 

9. 交叉算了 

10. Double Trouble 

11. 情書 

12. 我真的受傷了 

Talking 1 

13. 日出時讓街燈安睡 

14. 又十年 

15. 天氣這麼熱 

16. 想劈酒 

17. 剎那愛 

18. 慢慢 

19. 一路上有你 

20. 祇想一生跟你走 

21. 一千個傷心的理由 

22. 過敏世界 

Encore 

23. 李香蘭／心如刀割／我等到花兒也謝了

24. 她來聽我的演唱會 

Talking 2 

25. 吻別（摇滚版） 

1. 留住這時光（序曲） 

2. Ooh La La 

3. 馬路英雄 

4. 情不禁 

5. 我應該 

6. 等你等到我心痛 

7. 深海 

8. 三天兩夜 

9. 交叉算了 

10. Double Trouble 

11. 情書 

12. 我真的受傷了 

Talking 1 

13. 日出時讓街燈安睡 

14. 又十年 

15. 天氣這麼熱 

16. 想劈酒 

17. 剎那愛 

18. 慢慢 

19. 一路上有你 

20. 祇想一生跟你走 

21. 一千個傷心的理由 

22. 過敏世界 

Encore 

23. 李香蘭／心如刀割／忘记你我做不到／我等到花兒也謝了／藍雨 

24. 她來聽我的演唱會 

Talking 2 

25. 吻別（摇滚版） 

1. 留住這時光（序曲） 

2. Ooh La La 

3. 馬路英雄 

4. 情不禁 

5. 我應該 

6. 等你等到我心痛 

7. 深海 

8. 三天兩夜 

9. 交叉算了 

10. Double Trouble 

11. 情書 

12. 我真的受傷了 

Talking 1 

13. 日出時讓街燈安睡 

14. 又十年 

15. 天氣這麼熱 

16. 想劈酒 

17. 剎那愛 

18. 歲月流情 

19. 分手總要在雨天 

20. 祇想一生跟你走 

21. 一千個傷心的理由 

22. 過敏世界 

Encore 

23. 李香蘭／我等到花兒也謝了／藍雨 

24. 她來聽我的演唱會 

Talking 2 

25. 吻別（摇滚版） 

1. 留住這時光（序曲） 

2. Ooh La La 

3. 馬路英雄 

4. 情不禁 

5. 我應該 

6. 等你等到我心痛 

7. 深海 

8. 三天兩夜 

9. 交叉算了 

10. Double Trouble 

11. 情書 

12. 我真的受傷了 

Talking 1 

13. 日出時讓街燈安睡 

14. 又十年 

15. 天氣這麼熱 

16. 想劈酒 

17. 剎那愛 

18. 歲月流情 

19. 分手總要在雨天 

20. 祇想一生跟你走 

21. 一千個傷心的理由 

22. 過敏世界 

Encore 

23. 李香蘭／我等到花兒也謝了／藍雨

24. 她來聽我的演唱會 

Talking 2 

25. 吻別（摇滚版） 

1. 留住這時光（序曲） 

2. Ooh La La 

3. 馬路英雄 

4. 情不禁 

5. 我應該 

6. 等你等到我心痛 

7. 深海 

8. 三天兩夜 

9. 交叉算了 

10. Double Trouble 

11. 情書 

12. 我真的受傷了 

Talking 1 

13. 日出時讓街燈安睡 

14. 又十年 

15. 天氣這麼熱 

16. 想劈酒 

17. 剎那愛 

18. 慢慢 

19. 一路上有你 

20. 祇想一生跟你走 

21. 一千個傷心的理由 

22. 過敏世界 

Encore 

23. 我等到花兒也謝了 

24. 她來聽我的演唱會 

Talking 2 

25. 吻別（摇滚版） 

1. 留住這時光（序曲） 

2. Ooh La La 

3. 馬路英雄 

4. 情不禁 

5. 我應該 

6. 等你等到我心痛 

7. 深海 

8. 三天兩夜 

9. 交叉算了 

10. Double Trouble 

11. 情書 

12. 我真的受傷了 

Talking 1 

13. 日出時讓街燈安睡 

14. 又十年 

15. 天氣這麼熱 

16. 想劈酒 

17. 剎那愛 

18. 慢慢 

19. 一路上有你 

20. 祇想一生跟你走 

21. 一千個傷心的理由 

22. 過敏世界 

Encore 

23. 李香蘭／我等到花兒也謝了／藍雨 

24. 她來聽我的演唱會 

Talking 2 

25. 吻別（摇滚版） 

1. 留住這時光（序曲） 

2. Ooh La La 

3. 馬路英雄 

4. 情不禁 

5. 我應該 

6. 等你等到我心痛 

7. 深海 

8. 三天兩夜 

9. 交叉算了 

10. Double Trouble 

11. 情書 

12. 我真的受傷了 

Talking 1 

13. 日出時讓街燈安睡 

14. 又十年 

15. 天氣這麼熱 

16. 想劈酒 

17. 剎那愛 

18. 歲月流情 

19. 分手總要在雨天 

20. 祇想一生跟你走 

21. 一千個傷心的理由 

22. 過敏世界 

Encore 

23. 李香蘭／我等到花兒也謝了／藍雨

24. 她來聽我的演唱會 

Talking 2 

25. 吻別（摇滚版） 

### Encore 環節
|                  | 日期           | 歌曲名稱 | 備註 |
| ---------------- | -------------- | --- | --- |
| 中國，澳門       | 2023年6月9日   | 藍雨，她來聽我的演唱會，吻别（摇滚版） | |
| 中國，澳門       | 2023年6月10日  | 藍雨，她來聽我的演唱會，吻别（摇滚版） | |
| 中國，澳門       | 2023年6月11日  | 藍雨，她來聽我的演唱會，吻别（摇滚版） | |
| 中國，澳門       | 2023年6月16日  | 李香蘭，她來聽我的演唱會，吻别（摇滚版） | |
| 中國，澳門       | 2023年6月17日  | 李香蘭，她來聽我的演唱會，藍雨，吻别（摇滚版） | |
| 中國，澳門       | 2023年6月18日  | 李香蘭，她來聽我的演唱會，吻别（摇滚版） | |
| 中國，澳門       | 2023年6月23日  | 我等到花兒也謝了（國），她來聽我的演唱會，李香蘭，吻别（摇滚版） | |
| 中國，澳門       | 2023年6月24日  | 我等到花兒也謝了（國），她來聽我的演唱會，吻别（摇滚版） | |
| 中國，澳門       | 2023年6月25日  | 李香蘭，她來聽我的演唱會，吻别（摇滚版） | |
| 中國，澳門       | 2023年6月30日  | 李香蘭，她來聽我的演唱會，我等到花兒也謝了（國），吻别（摇滚版） | |
| 中國，澳門       | 2023年7月1日   | 李香蘭，她來聽我的演唱會，吻别（摇滚版） | |
| 中國，澳門       | 2023年7月2日   | 李香蘭，她來聽我的演唱會，吻别（摇滚版） | |
| 新加坡           | 2023年7月14日  | 李香蘭，她來聽我的演唱會，吻别（摇滚版） | |
| 新加坡           | 2023年7月15日  | 李香蘭，她來聽我的演唱會，吻别（摇滚版） | |
| 新加坡           | 2023年7月16日  | 李香蘭，她來聽我的演唱會，吻别（摇滚版） | |
| 新加坡           | 2023年7月21日  | 我等到花兒也謝了（國），她來聽我的演唱會，吻别（摇滚版） | |
| 新加坡           | 2023年7月22日  | 我等到花兒也謝了（國），她來聽我的演唱會，李香蘭，吻别（摇滚版） | |
| 新加坡           | 2023年7月23日  | 我等到花兒也謝了（國），她來聽我的演唱會，李香蘭，吻别（摇滚版） | |
| 新加坡           | 2023年7月28日  | 李香蘭，她來聽我的演唱會，我等到花兒也謝了（國），吻别（摇滚版） | |
| 新加坡           | 2023年7月29日  | 李香蘭，她來聽我的演唱會，我等到花兒也謝了（國），吻别（摇滚版） | |
| 新加坡           | 2023年7月30日  | 李香蘭，她來聽我的演唱會，我等到花兒也謝了（國），吻别（摇滚版） | |
| 新加坡           | 2023年8月3日   | 李香蘭，她來聽我的演唱會，我等到花兒也謝了（國），吻别（摇滚版） | |
| 新加坡           | 2023年8月4日   | 李香蘭，她來聽我的演唱會，我等到花兒也謝了（國），吻别（摇滚版） | |
| 馬來西亞，吉隆坡 | 2023年8月11日  | 李香蘭，她來聽我的演唱會，我等到花兒也謝了（國），吻别（摇滚版） | |
| 馬來西亞，吉隆坡 | 2023年8月12日  | 藍雨，她來聽我的演唱會，李香蘭，吻别（摇滚版） | |
| 馬來西亞，吉隆坡 | 2023年8月13日  | 我等到花兒也謝了（粤），她來聽我的演唱會，李香蘭，吻别（摇滚版） | 《我等到花兒也謝了（粤）》安可首唱 |
| 馬來西亞，吉隆坡 | 2023年8月18日  | 藍雨，她來聽我的演唱會，李香蘭，吻别（摇滚版） | |
| 馬來西亞，吉隆坡 | 2023年8月19日  | 藍雨，她來聽我的演唱會，李香蘭，吻别（摇滚版） | |
| 馬來西亞，吉隆坡 | 2023年8月20日  | 我等到花兒也謝了（粤），她來聽我的演唱會，藍雨，吻别（摇滚版） | |
| 中國，武漢       | 2023年9月8日   | 李香蘭，她來聽我的演唱會，一路上有你，吻别（摇滚版） | 《分手總要在雨天》为《一路上有你》的粤语版， 由于编曲不适合，所以張學友在Encore环节补唱清唱版（鋼琴伴奏）的一路上有你， 此场也是清唱环节的首场      |
| 中國，武漢       | 2023年9月9日   | 李香蘭，她來聽我的演唱會，我等到花兒也謝了（國），吻别（摇滚版） | |
| 中國，武漢       | 2023年9月10日  | 李香蘭，她來聽我的演唱會，一路上有你（清唱），藍雨，吻别（摇滚版） | |
| 中國，武漢       | 2023年9月15日  | 我等到花兒也謝了（國），她來聽我的演唱會，一路上有你（清唱），李香蘭，吻别（摇滚版） | |
| 中國，武漢       | 2023年9月16日  | 我等到花兒也謝了（國），她來聽我的演唱會，藍雨，一路上有你（清唱），吻别（摇滚版） | |
| 中國，武漢       | 2023年9月17日  | 我等到花兒也謝了（國），她來聽我的演唱會，藍雨，一路上有你（清唱），吻别（摇滚版） | |
| 中國，廣州       | 2023年9月22日  | 李香蘭，她來聽我的演唱會，藍雨，旧情绵绵（清唱），来来回回（清唱），吻别（摇滚版） | 《旧情绵绵》和《来来回回》清唱版只是唱了一小段 |
| 中國，廣州       | 2023年9月23日  | 藍雨，她來聽我的演唱會，我等到花兒也謝了（粤），吻别（摇滚版） | |
| 中國，廣州       | 2023年9月24日  | 我等到花兒也謝了（粤），她來聽我的演唱會，旧情绵绵（清唱），李香蘭，吻别（摇滚版） | |
| 中國，廣州       | 2023年9月29日  | 李香蘭，她來聽我的演唱會，但愿人长久（清唱），吻别（摇滚版） | |
| 中國，廣州       | 2023年9月30日  | 藍雨，她來聽我的演唱會，每天愛你多一些（清唱），吻别（摇滚版） | |
| 中國，廣州       | 2023年10月7日  | 藍雨，她來聽我的演唱會，真情流露（清唱），一千个伤心的理由，吻别（摇滚版） | |
| 中國，廣州       | 2023年10月8日  | 我等到花兒也謝了（粤），她來聽我的演唱會，真情流露（清唱），藍雨，吻别（摇滚版） | |
| 中國，廣州       | 2023年10月13日 | 李香蘭，她來聽我的演唱會，離開以後（鋼琴伴奏），吻别（摇滚版） | |
| 中國，廣州       | 2023年10月14日 | 藍雨，她來聽我的演唱會，還是覺得你最好（鋼琴伴奏），我等到花兒也謝了（國），吻别（摇滚版） | |
| 中國，廣州       | 2023年10月15日 | 我等到花兒也謝了（國），她來聽我的演唱會，一路上有你（鋼琴伴奏），祝福（清唱），真情流露（鋼琴伴奏），我等到花兒也謝了（國），吻别（摇滚版）                                                       | |
| 中國，成都       | 2023年10月20日 | 李香蘭，她來聽我的演唱會，一路上有你（鋼琴伴奏），吻别（摇滚版） | |
| 中國，成都       | 2023年10月21日 | 我等到花兒也謝了（國），她來聽我的演唱會，遙遠的她（清唱），吻别（摇滚版） | 《遙遠的她》日語原版《浪漫鐵道》的演唱者谷村新司先生于2023年10月8日逝世，享年74岁 張學友在本场演唱会清唱 《遙遠的她》来纪念谷村新司先生             |
| 中國，成都       | 2023年10月22日 | 我等到花兒也謝了（國），她來聽我的演唱會，一路上有你（鋼琴伴奏），一千个伤心的理由（鋼琴伴奏），吻别（摇滚版）                                                                                     | 張學友在本场演唱会曲目把原有的《一千个伤心的理由》改成《愛是永恆（粤）》， 于是在清唱环节唱了《一千个伤心的理由（鋼琴伴奏版）》送给观众             |
| 中國，成都       | 2023年10月27日 | 李香蘭，她來聽我的演唱會，一路上有你（鋼琴伴奏），每天愛你多一些（鋼琴伴奏），吻别（摇滚版） | |
| 中國，成都       | 2023年10月28日 | 我等到花兒也謝了（國），她來聽我的演唱會，一路上有你（鋼琴伴奏），心如刀割（清唱），吻别（摇滚版）                                                                                                 | |
| 中國，成都       | 2023年10月29日 | 藍雨，她來聽我的演唱會，一路上有你（鋼琴伴奏），你最珍貴（清唱），吻别（摇滚版） | 《你最珍貴》（清唱版）是和觀眾一起合唱 |
| 中國，成都       | 2023年11月3日  | 李香蘭，她來聽我的演唱會，一路上有你（鋼琴伴奏），情網（清唱），吻别（摇滚版） | |
| 中國，成都       | 2023年11月4日  | 我等到花兒也謝了（國），她來聽我的演唱會，一路上有你（鋼琴伴奏），李香蘭，吻别（摇滚版） | |
| 中國，成都       | 2023年11月5日  | 我等到花兒也謝了（國），她來聽我的演唱會，一路上有你（鋼琴伴奏），你最珍貴（鋼琴伴奏），祝福（鋼琴伴奏），吻别（摇滚版）                                                                           | |
| 中國，寧波       | 2023年11月10日 | 李香蘭，她來聽我的演唱會，一路上有你（鋼琴伴奏），想和你去吹吹風（鋼琴伴奏），忘記你我做不到（清唱），你最珍貴（鋼琴伴奏），吻别（摇滚版）                                                         | |
| 中國，寧波       | 2023年11月11日 | 我等到花兒也謝了（國），她來聽我的演唱會，一路上有你（鋼琴伴奏），吻别（摇滚版） | |
| 中國，寧波       | 2023年11月12日 | 藍雨，她來聽我的演唱會，一路上有你（鋼琴伴奏），真心的朋友（鋼琴伴奏），吻别（摇滚版） | |
| 中國，寧波       | 2023年11月17日 | 李香蘭，她來聽我的演唱會，一路上有你（鋼琴伴奏），忘記你我做不到（鋼琴伴奏），吻别（摇滚版） | |
| 中國，寧波       | 2023年11月18日 | 我等到花兒也謝了（國），她來聽我的演唱會，一路上有你（鋼琴伴奏），你最珍貴（鋼琴伴奏），真爱（清唱），吻别（摇滚版）                                                                               | |
| 中國，寧波       | 2023年11月19日 | 我等到花兒也謝了（國），她來聽我的演唱會，一路上有你（鋼琴伴奏），你最珍貴（鋼琴伴奏），祝福(鋼琴伴奏），吻别（摇滚版）                                                                            | |
| 中國，南京       | 2023年11月24日 | 李香蘭，她來聽我的演唱會，一路上有你（鋼琴伴奏），心碎了無痕（鋼琴伴奏），吻别（摇滚版） | |
| 中國，南京       | 2023年11月25日 | 我等到花兒也謝了（國），她來聽我的演唱會，一路上有你（鋼琴伴奏），你最珍貴（鋼琴伴奏），吻别（摇滚版）                                                                                             | |
| 中國，南京       | 2023年11月26日 | 李香蘭，她來聽我的演唱會，一路上有你（鋼琴伴奏），咖啡（鋼琴伴奏），你最珍貴（鋼琴伴奏），吻别（摇滚版）                                                                                           | |
| 中國，南京       | 2023年12月1日  | 李香蘭，她來聽我的演唱會，一路上有你（鋼琴伴奏），情網（鋼琴伴奏），心如刀割（鋼琴伴奏），吻别（摇滚版）                                                                                           | |
| 中國，南京       | 2023年12月2日  | 我等到花兒也謝了（國），她來聽我的演唱會，一路上有你（鋼琴伴奏），遙遠的她（鋼琴伴奏），祝福（鋼琴伴奏），吻别（摇滚版）                                                                           | |
| 中國，南京       | 2023年12月3日  | 李香蘭，她來聽我的演唱會，一路上有你（鋼琴伴奏），祝福（鋼琴伴奏），你最珍貴（鋼琴伴奏），吻别（摇滚版）                                                                                           | |
| 中國，香港       | 2023年12月10日 | 李香蘭，她來聽我的演唱會，每天愛你多一些（鋼琴伴奏），吻别（摇滚版） | |
| 中國，香港       | 2023年12月11日 | 我等到花兒也謝了（粤），她來聽我的演唱會，還是覺得你最好（鋼琴伴奏），月半彎（粤）（鋼琴伴奏），吻别（摇滚版）                                                                                     | |
| 中國，香港       | 2023年12月13日 | 藍雨，她來聽我的演唱會，真情流露（鋼琴伴奏），你最珍貴（鋼琴伴奏），吻别（摇滚版） | |
| 中國，香港       | 2023年12月14日 | 李香蘭，她來聽我的演唱會，太陽星辰（清唱），離開以後（鋼琴伴奏），吻别（摇滚版） | |
| 中國，香港       | 2023年12月16日 | 我等到花兒也謝了（粤），她來聽我的演唱會，一路上有你（清唱），一颗不变心（鋼琴伴奏），每天愛你多一些（鋼琴伴奏），吻别（摇滚版）                                                                   | |
| 中國，香港       | 2023年12月17日 | 藍雨，她來聽我的演唱會，一路上有你（清唱），夕陽醉了（鋼琴伴奏），妳的名字我的姓氏（鋼琴伴奏），吻别（摇滚版）                                                                                     | |
| 中國，香港       | 2023年12月19日 | 李香蘭，她來聽我的演唱會，望月(鋼琴伴奏），相思風雨中（鋼琴伴奏），吻别（摇滚版） | 《相思風雨中》是和觀眾一起合唱 |
| 中國，香港       | 2023年12月20日 | 我等到花兒也謝了（粤），她來聽我的演唱會，寂寞的男人（鋼琴伴奏），旧情绵绵（鋼琴伴奏），相思風雨中(鋼琴伴奏），吻别（摇滚版）                                                                      | |
| 中國，香港       | 2023年12月22日 | 藍雨，她來聽我的演唱會，每天愛你多一些（鋼琴伴奏），祝福（鋼琴伴奏），吻别（摇滚版） | |
| 中國，香港       | 2023年12月23日 | 李香蘭，她來聽我的演唱會，遙遠的她（鋼琴伴奏），你最珍貴（鋼琴伴奏），吻别（摇滚版） | |
| 中國，香港       | 2023年12月25日 | 我等到花兒也謝了（粤），她來聽我的演唱會，White Christmas，We Wish You a Merry Christmas，來來回回（鋼琴伴奏），還是覺得你最好（鋼琴伴奏），你最珍貴（鋼琴伴奏），祝福（鋼琴伴奏），吻别（摇滚版） | 學友于介紹樂隊成員環節時為觀眾演唱了半首《遙遠的她》（鋼琴伴奏版）                                                                                  |
| 中國，香港       | 2023年12月26日 | 李香蘭，她來聽我的演唱會，心如刀割(鋼琴伴奏），相思風雨中（鋼琴伴奏），每天愛你多一些（鋼琴伴奏），吻别（摇滚版）                                                                                  | |
| 中國，香港       | 2023年12月28日 | 藍雨，她來聽我的演唱會，夕陽醉了(Saxophone伴奏），暗恋你（清唱），每天愛你多一些（鋼琴伴奏），吻别（摇滚版）                                                                                       | |
| 中國，香港       | 2023年12月29日 | 我等到花兒也謝了（粤），她來聽我的演唱會，情已逝（鋼琴伴奏），轻抚你的脸（鋼琴伴奏），吻别（摇滚版）                                                                                               | |
| 中國，香港       | 2023年12月31日 | 李香蘭，她來聽我的演唱會，樓上來的聲音（鋼琴伴奏），沒有童話時（鋼琴伴奏），祝福（鋼琴伴奏），Auld Lang Syne，吻别（摇滚版）                                                                       | 《樓上來的聲音》和《沒有童話時》为澳門，馬來西亞和新加坡站的固定曲目， 不过从武漢站開始被《情書》和《我真的受傷了》替换了，至今還未重新排进固定曲目 |
| 中國，香港       | 2024年1月1日   | 藍雨，她來聽我的演唱會，夕陽醉了（伴奏版），月半彎（粤）（鋼琴伴奏），吻别（摇滚版） | |
| 中國，香港       | 2024年1月3日   | 我等到花兒也謝了（粤），她來聽我的演唱會，情已逝（鋼琴伴奏），輕撫你的臉（鋼琴伴奏），你最珍貴（鋼琴伴奏），相思風雨中(鋼琴伴奏），吻别（摇滚版）                                                  | |
| 中國，香港       | 2024年1月4日   | 李香蘭，她來聽我的演唱會，每天愛你多一些（鋼琴伴奏），還是覺得你最好（鋼琴伴奏），吻别（摇滚版）                                                                                                   | |
| 中國，香港       | 2024年1月6日   | 藍雨，她來聽我的演唱會，太陽星辰（鋼琴伴奏），真情流露（鋼琴伴奏），還是覺得你最好（鋼琴伴奏），吻别（摇滚版）                                                                                     | |
| 中國，香港       | 2024年1月7日   | 我等到花兒也謝了（粤），她來聽我的演唱會，離開以後（鋼琴伴奏），遙遠的她（鋼琴伴奏），每天愛你多一些（鋼琴伴奏），吻别（摇滚版）                                                                   | |
| 中國，香港       | 2024年1月9日   | 李香蘭，她來聽我的演唱會，夕陽醉了（伴奏版），一颗不变心（鋼琴伴奏），吻别（摇滚版） | |
| 中國，香港       | 2024年1月10日  | 藍雨，她來聽我的演唱會，Amour（鋼琴伴奏），遙遠的她（鋼琴伴奏），月半彎（粤）（鋼琴伴奏），吻别（摇滚版）                                                                                          | |
| 中國，香港       | 2024年1月12日  | 我等到花兒也謝了（粤），她來聽我的演唱會，輕撫你的臉（鋼琴伴奏），離開以後（鋼琴伴奏），相思風雨中（鋼琴伴奏），吻别（摇滚版）                                                                     | |
| 中國，香港       | 2024年1月13日  | 李香蘭，她來聽我的演唱會，妳的名字我的姓氏（鋼琴伴奏），每天愛你多一些（鋼琴伴奏），還是覺得你最好（鋼琴伴奏），祝福（鋼琴伴奏），吻别（摇滚版）                                                   | |
| 中國，泉州       | 2024年1月19日  | 李香蘭，她來聽我的演唱會，一路上有你（鋼琴伴奏），偷心（伴奏版），祝福（鋼琴伴奏），吻别（摇滚版）                                                                                                 | |
| 中國，泉州       | 2024年1月20日  | 心如刀割，她來聽我的演唱會，一路上有你（鋼琴伴奏），偷心（伴奏版），誰想輕輕偷走我的吻（伴奏版），吻别（摇滚版）                                                                                   | 《心如刀割》安可首唱 |
| 中國，泉州       | 2024年1月21日  | 我等到花兒也謝了（國），她來聽我的演唱會，一路上有你（鋼琴伴奏），偷心（伴奏版），你最珍贵（鋼琴伴奏），吻别（摇滚版）                                                                             | |
| 中國，泉州       | 2024年1月26日  | 李香蘭，她來聽我的演唱會，一路上有你（鋼琴伴奏），偷心（伴奏版），情網（鋼琴伴奏），吻别（摇滚版）                                                                                                 | |
| 中國，泉州       | 2024年1月27日  | 我等到花兒也謝了（國），她來聽我的演唱會，一路上有你（鋼琴伴奏），偷心（伴奏版），每天爱你多一些（鋼琴伴奏），祝福（鋼琴伴奏），吻别（摇滚版）                                                     | |
| 中國，泉州       | 2024年1月28日  | 心如刀割，她來聽我的演唱會，一路上有你（鋼琴伴奏），偷心（伴奏版），真情流露（鋼琴伴奏），祝福（鋼琴伴奏），吻别（摇滚版）                                                                         | |
| 中國，上海       | 2024年2月23日  | 李香蘭，她來聽我的演唱會，偷心（伴奏版），一路上有你（鋼琴伴奏），每天愛你多一些（鋼琴伴奏），吻别（摇滚版）                                                                                       | |
| 中國，上海       | 2024年2月24日  | 我等到花兒也謝了（國），她來聽我的演唱會，偷心（伴奏版），一路上有你（鋼琴伴奏），誰想輕輕偷走我的吻（伴奏版），吻别（摇滚版）                                                                     | |
| 中國，上海       | 2024年2月25日  | 藍雨，她來聽我的演唱會，偷心（伴奏版），一路上有你（鋼琴伴奏），情網（鋼琴伴奏），吻别（摇滚版）                                                                                                   | |
| 中國，上海       | 2024年3月1日   | 李香蘭，她來聽我的演唱會，偷心（伴奏版），一路上有你（鋼琴伴奏），舊情綿綿（鋼琴伴奏），忘記你我做不到（鋼琴伴奏），吻别（摇滚版）                                                                 | |
| 中國，上海       | 2024年3月2日   | 心如刀割，她來聽我的演唱會，偷心（伴奏版），一路上有你（鋼琴伴奏），祝福（鋼琴伴奏），吻别（摇滚版）                                                                                               | |
| 中國，上海       | 2024年3月3日   | 我等到花兒也謝了（國），她來聽我的演唱會，偷心（伴奏版），一路上有你（鋼琴伴奏），你最珍貴（鋼琴伴奏），吻别（摇滚版）                                                                             | |
| 中國，上海       | 2024年3月15日  | 李香蘭，她來聽我的演唱會，偷心（伴奏版），一路上有你（鋼琴伴奏），誰想輕輕偷走我的吻（伴奏版），吻别（摇滚版）                                                                                     | |
| 中國，上海       | 2024年3月16日  | 我等到花兒也謝了（國），她來聽我的演唱會，偷心（伴奏版），一路上有你（鋼琴伴奏），你最珍貴（鋼琴伴奏），吻别（摇滚版）                                                                             | |
| 中國，上海       | 2024年3月17日  | 心如刀割，她來聽我的演唱會，偷心（伴奏版），一路上有你（鋼琴伴奏），情網（鋼琴伴奏），吻别（摇滚版）                                                                                               | |
| 中國，上海       | 2024年3月22日  | 李香蘭，她來聽我的演唱會，偷心（伴奏版），一路上有你（鋼琴伴奏），每天愛你多一些（鋼琴伴奏），吻别（摇滚版）                                                                                       | |
| 中國，上海       | 2024年3月23日  | 我等到花兒也謝了（國），她來聽我的演唱會，偷心（伴奏版），咖啡（鋼琴伴奏），一路上有你（鋼琴伴奏），你最珍貴（鋼琴伴奏），吻别（摇滚版）                                                           | |
| 中國，上海       | 2024年3月24日  | 心如刀割，她來聽我的演唱會，偷心（伴奏版），夕陽醉了（伴奏版），一路上有你（鋼琴伴奏），祝福（鋼琴伴奏），吻别（摇滚版）                                                                           | |
| 中國，北京       | 2024年3月29日  | 李香蘭，她來聽我的演唱會，偷心（伴奏版），一路上有你（鋼琴伴奏），真心的朋友（鋼琴伴奏），你最珍貴（鋼琴伴奏），吻别（摇滚版）                                                                     | |
| 中國，北京       | 2024年3月30日  | 我等到花兒也謝了（國），她來聽我的演唱會，偷心（伴奏版），一路上有你（鋼琴伴奏），忘記你我做不到（鋼琴伴奏），吻别（摇滚版）                                                                       | |
| 中國，北京       | 2024年3月31日  | 心如刀割，她來聽我的演唱會，偷心（伴奏版），一路上有你（鋼琴伴奏），遙遠的她（鋼琴伴奏），吻别（摇滚版）                                                                                           | |
| 中國，北京       | 2024年4月5日   | 李香蘭，她來聽我的演唱會，偷心（伴奏版），一路上有你（鋼琴伴奏），人在雨中（伴奏版），你最珍貴（鋼琴伴奏），吻别（摇滚版）                                                                         | |
| 中國，北京       | 2024年4月6日   | 我等到花兒也謝了（國），她來聽我的演唱會，偷心（伴奏版），一路上有你（鋼琴伴奏），月半彎（國）（鋼琴伴奏），你最珍貴（鋼琴伴奏），吻别（摇滚版）                                                   | |
| 中國，北京       | 2024年4月7日   | 心如刀割，她來聽我的演唱會，偷心（伴奏版），一路上有你（鋼琴伴奏），如果這都不算愛（伴奏版），吻别（摇滚版）                                                                                       | |
| 中國，北京       | 2024年4月12日  | 李香蘭，她來聽我的演唱會，偷心（伴奏版），一路上有你（鋼琴伴奏），每天愛你多一些（鋼琴伴奏），吻别（摇滚版）                                                                                       | |
| 中國，北京       | 2024年4月13日  | 我等到花兒也謝了（國），她來聽我的演唱會，偷心（伴奏版），一路上有你（鋼琴伴奏），想和你去吹吹風（鋼琴伴奏），你最珍貴（鋼琴伴奏），吻别（摇滚版）                                                 | |
| 中國，北京       | 2024年4月14日  | 心如刀割，她來聽我的演唱會，偷心（伴奏版），一路上有你（鋼琴伴奏），情網（鋼琴伴奏），你最珍貴（鋼琴伴奏），吻别（摇滚版）                                                                         | |
| 中國，北京       | 2024年4月19日  | 李香蘭，她來聽我的演唱會，偷心（伴奏版），一路上有你（鋼琴伴奏），你最珍貴（鋼琴伴奏），吻别（摇滚版）                                                                                             | |
| 中國，北京       | 2024年4月20日  | 我等到花兒也謝了（國），她來聽我的演唱會，偷心（伴奏版），一路上有你（鋼琴伴奏），誰想輕輕偷走我的吻（伴奏版），你最珍貴（鋼琴伴奏），吻别（摇滚版）                                               | |
| 中國，北京       | 2024年4月21日  | 心如刀割，她來聽我的演唱會，偷心（伴奏版），一路上有你（鋼琴伴奏），如果這都不算愛（伴奏版），祝福（鋼琴伴奏），吻别（摇滚版）                                                                     | |
| 中國，廈門       | 2024年4月26日  | 李香蘭，她來聽我的演唱會，偷心（伴奏版），一路上有你（鋼琴伴奏），遙遠的她（鋼琴伴奏），吻别（摇滚版）                                                                                             | |
| 中國，廈門       | 2024年4月27日  | 我等到花兒也謝了（國），她來聽我的演唱會，偷心（伴奏版），一路上有你（鋼琴伴奏），想和你去吹吹風（鋼琴伴奏），吻别（摇滚版）                                                                       | |
| 中國，廈門       | 2024年4月28日  | 心如刀割，她來聽我的演唱會，偷心（伴奏版），一路上有你（鋼琴伴奏），如果這都不算愛（伴奏版），吻别（摇滚版）                                                                                       | |
| 中國，廈門       | 2024年5月3日   | 李香蘭，她來聽我的演唱會，偷心（伴奏版），一路上有你（鋼琴伴奏），回頭太難（鋼琴伴奏），你最珍貴（鋼琴伴奏），吻别（摇滚版）                                                                       | |
| 中國，廈門       | 2024年5月4日   | 我等到花兒也謝了（國），她來聽我的演唱會，偷心（伴奏版），一路上有你（鋼琴伴奏），夕陽醉了（伴奏版），情網（鋼琴伴奏），吻别（摇滚版）                                                             | |
| 中國，廈門       | 2024年5月5日   | 心如刀割，她來聽我的演唱會，偷心（伴奏版），一路上有你（鋼琴伴奏），如果這都不算愛（伴奏版），祝福（鋼琴伴奏），吻别（摇滚版）                                                                     | |
| 中國，重慶       | 2024年5月10日  | 李香蘭，她來聽我的演唱會，偷心（伴奏版），一路上有你（鋼琴伴奏），還是覺得你最好（鋼琴伴奏），吻别（摇滚版）                                                                                       | |
| 中國，重慶       | 2024年5月11日  | 我等到花兒也謝了（國），她來聽我的演唱會，偷心（伴奏版），一路上有你（鋼琴伴奏），月半彎（粤）（鋼琴伴奏），你最珍貴（鋼琴伴奏），吻别（摇滚版）                                                   | |
| 中國，重慶       | 2024年5月12日  | 心如刀割，她來聽我的演唱會，偷心（伴奏版），一路上有你（鋼琴伴奏），遙遠的她（鋼琴伴奏），吻别（摇滚版）                                                                                           | |
| 中國，重慶       | 2024年5月17日  | 李香蘭，她來聽我的演唱會，偷心（伴奏版），一路上有你（鋼琴伴奏），夕陽醉了（伴奏版），吻别（摇滚版）                                                                                               | |
| 中國，重慶       | 2024年5月18日  | 我等到花兒也謝了（國），她來聽我的演唱會，偷心（伴奏版），一路上有你（鋼琴伴奏），相思風雨中（鋼琴伴奏），吻别（摇滚版）                                                                           | |
| 中國，重慶       | 2024年5月19日  | 心如刀割，她來聽我的演唱會，偷心（伴奏版），一路上有你（鋼琴伴奏），旧情绵绵（鋼琴伴奏），吻别（摇滚版）                                                                                           | |
| 中國，重慶       | 2024年5月24日  | 李香蘭，她來聽我的演唱會，偷心（伴奏版），一路上有你（鋼琴伴奏），夕陽醉了（伴奏版），遙遠的她，吻別（摇滚版）                                                                                     | |
| 中國，重慶       | 2024年5月25日  | 我等到花兒也謝了（國），她來聽我的演唱會，偷心（伴奏版），一路上有你（鋼琴伴奏），真情流露（鋼琴伴奏），吻別（摇滚版）                                                                             | |
| 中國，重慶       | 2024年5月26日  | 藍雨，她來聽我的演唱會，偷心（伴奏版），一路上有你（鋼琴伴奏），如果這都不算愛（伴奏版），你最珍貴（鋼琴伴奏），吻別（摇滚版）                                                                     | |
| 臺灣，台北市     | 2024年5月31日  | 秋意濃，她來聽我的演唱會，一路上有你（鋼琴伴奏），真愛（鋼琴伴奏），你最珍貴（鋼琴伴奏），吻別（摇滚版）                                                                                           | 《秋意濃》安可首唱，為《李香蘭》的國語版 真愛（鋼琴伴奏）首唱                                                                                       |
| 臺灣，台北市     | 2024年6月1日   | 我等到花兒也謝了（國），她來聽我的演唱會，一路上有你（鋼琴伴奏），咖啡（鋼琴伴奏），情網（鋼琴伴奏），吻別（摇滚版）                                                                               | |
| 臺灣，台北市     | 2024年6月2日   | 心如刀割，她來聽我的演唱會，忘記你我做不到（鋼琴伴奏），如果這都不算愛（伴奏版），吻別（摇滚版）                                                                                                   | |
| 臺灣，台北市     | 2024年6月14日  | 愛是永恆（國），她來聽我的演唱會，一路上有你（鋼琴伴奏），誰想輕輕偷走我的吻（伴奏版），人在雨中（伴奏版），你最珍貴（鋼琴伴奏），吻別（摇滚版）                                                   | 《愛是永恆（國）》 安可首唱，粵語版為香港站的常駐歌單                                                                                               |
| 臺灣，台北市     | 2024年6月15日  | 我等到花兒也謝了（國），她來聽我的演唱會，一路上有你（鋼琴伴奏），偷心（伴奏版），忘記你我做不到（鋼琴伴奏），吻別（搖滾版）                                                                       | |
| 臺灣，台北市     | 2024年6月16日  | 心如刀割，她來聽我的演唱會，一路上有你（鋼琴伴奏），心碎了無痕（鋼琴伴奏），真心的朋友（鋼琴伴奏），祝福（鋼琴伴奏），吻別（搖滾版）                                                               | |
| 中國，鄭州       | 2024年6月21日  | 李香蘭，她來聽我的演唱會，偷心（伴奏版），一路上有你（鋼琴伴奏），如果這都不算愛（伴奏版），吻别（摇滚版）                                                                                         | |
| 中國，鄭州       | 2024年6月22日  | 我等到花兒也謝了（國），她來聽我的演唱會，偷心（伴奏版），一路上有你（鋼琴伴奏），人在雨中（伴奏版），吻别（摇滚版）                                                                               | |
| 中國，鄭州       | 2024年6月23日  | 心如刀割，她來聽我的演唱會，偷心（伴奏版），一路上有你（鋼琴伴奏），你最珍貴（鋼琴伴奏），吻别（摇滚版）                                                                                           | |
| 中國，鄭州       | 2024年6月28日  | 李香蘭，她來聽我的演唱會，偷心（伴奏版），一路上有你（鋼琴伴奏），每天愛你多一些（鋼琴伴奏），情網（鋼琴伴奏），吻别（摇滚版）                                                                     | |
| 中國，鄭州       | 2024年6月29日  | 我等到花兒也謝了（國），她來聽我的演唱會，偷心（伴奏版），一路上有你（鋼琴伴奏），遙遠的她（鋼琴伴奏），如果這都不算愛（伴奏版），吻别（摇滚版）                                                   | |
| 中國，鄭州       | 2024年6月30日  | 心如刀割，她來聽我的演唱會，偷心（伴奏版），一路上有你（鋼琴伴奏），相思風雨中（鋼琴伴奏），你最珍貴（鋼琴伴奏），祝福（鋼琴伴奏），吻别（摇滚版）                                                 | |
| 中國，杭州       | 2024年7月12日  | 李香蘭，她來聽我的演唱會，偷心（伴奏版），一路上有你（鋼琴伴奏），還是覺得你最好（鋼琴伴奏），你最珍貴（鋼琴伴奏），吻别（摇滚版）                                                                 | |
| 中國，杭州       | 2024年7月13日  | 我等到花兒也謝了（國），她來聽我的演唱會，偷心（伴奏版），一路上有你（鋼琴伴奏），相思風雨中（鋼琴伴奏），如果這都不算愛（伴奏版），吻别（摇滚版）                                                 | |
| 中國，杭州       | 2024年7月14日  | 心如刀割，她來聽我的演唱會，偷心（伴奏版），一路上有你（鋼琴伴奏），情網（鋼琴伴奏），遙遠的她（鋼琴伴奏），吻别（摇滚版）                                                                         | |
| 中國，杭州       | 2024年7月19日  | 李香蘭，她來聽我的演唱會，偷心（伴奏版），一路上有你（鋼琴伴奏），輕撫妳的臉（鋼琴伴奏），想和你去吹吹風（鋼琴伴奏），吻别（摇滚版）                                                               | |
| 中國，杭州       | 2024年7月20日  | 我等到花兒也謝了（國），她來聽我的演唱會，偷心（伴奏版），一路上有你（鋼琴伴奏），寂寞的男人（鋼琴伴奏），咖啡（鋼琴伴奏），你最珍贵（鋼琴伴奏），吻别（摇滚版）                                   | |
| 中國，杭州       | 2024年7月21日  | 藍雨，她來聽我的演唱會，偷心（伴奏版），一路上有你（鋼琴伴奏），相思風雨中（鋼琴伴奏），回頭太難（鋼琴伴奏），如果這都不算愛（伴奏版），吻別（摇滚版）                                             | |
| 中國，杭州       | 2024年8月2日   | 李香蘭，她來聽我的演唱會，偷心（伴奏版），一路上有你（鋼琴伴奏），離開以後（鋼琴伴奏），你最珍贵（鋼琴伴奏），吻别（摇滚版）                                                                       | |
| 中國，杭州       | 2024年8月3日   | 我等到花兒也謝了（國），她來聽我的演唱會，偷心（伴奏版），一路上有你（鋼琴伴奏），如果這都不算愛（伴奏版），夕陽醉了（伴奏版），吻别（摇滚版）                                                     | |
| 中國，杭州       | 2024年8月4日   | 心如刀割，她來聽我的演唱會，偷心（伴奏版），一路上有你（鋼琴伴奏），還是覺得你最好（鋼琴伴奏），祝福（鋼琴伴奏），吻别（摇滚版）                                                                   | |
| 中國，深圳       | 2024年8月9日   | 李香蘭，她來聽我的演唱會，偷心（伴奏版），一路上有你（鋼琴伴奏），遙遠的她（鋼琴伴奏），情網（鋼琴伴奏），吻别（摇滚版）                                                                           | |
| 中國，深圳       | 2024年8月10日  | 我等到花兒也謝了（國），她來聽我的演唱會，偷心（伴奏版），一路上有你（鋼琴伴奏），妳的名字我的姓氏（鋼琴伴奏），你最珍贵（鋼琴伴奏），吻别（摇滚版）                                               | |
| 中國，深圳       | 2024年8月11日  | 愛是永恆（粵），她來聽我的演唱會，偷心（伴奏版），一路上有你（鋼琴伴奏），夕陽醉了（伴奏版），如果這都不算愛（伴奏版），吻別（摇滚版）                                                             | 《愛是永恆（粵）》 安可首唱，原為香港站的常駐歌單                                                                                                   |
| 中國，深圳       | 2024年8月16日  | 李香蘭，她來聽我的演唱會，偷心（伴奏版），一路上有你（鋼琴伴奏），每天愛你多一些（鋼琴伴奏），忘記你我做不到（鋼琴伴奏），相思風雨中（鋼琴伴奏），吻别（摇滚版）                                   | |
| 中國，深圳       | 2024年8月17日  | 我等到花兒也謝了（國），她來聽我的演唱會，偷心（伴奏版），一路上有你（鋼琴伴奏），來來回回（鋼琴伴奏），你最珍贵（鋼琴伴奏），吻别（摇滚版）                                                       | |
| 中國，深圳       | 2024年8月18日  | 藍雨，她來聽我的演唱會，偷心（伴奏版），一路上有你（鋼琴伴奏），舊情綿綿（鋼琴伴奏），還是覺得你最好（鋼琴伴奏），想和你去吹吹風（鋼琴伴奏），吻别（摇滚版）                                       | |
| 中國，深圳       | 2024年8月23日  | 李香蘭，她來聽我的演唱會，偷心（伴奏版），一路上有你（鋼琴伴奏），太陽星辰（鋼琴伴奏），慢慢（鋼琴伴奏），吻别（摇滚版）                                                                           | 慢慢（鋼琴伴奏）首唱 |
| 中國，深圳       | 2024年8月24日  | 我等到花兒也謝了（國），她來聽我的演唱會，偷心（伴奏版），一路上有你（鋼琴伴奏），舊情綿綿（鋼琴伴奏），想和你去吹吹風（鋼琴伴奏），吻别（摇滚版）                                                 | |
| 中國，深圳       | 2024年8月25日  | 愛是永恆（粵），她來聽我的演唱會，偷心（伴奏版），一路上有你（鋼琴伴奏），夕陽醉了（伴奏版），如果這都不算愛（伴奏版），祝福（鋼琴伴奏），吻別（摇滚版）                                           | |
| 中國，西安       | 2024年9月6日   | 李香蘭，她來聽我的演唱會，偷心（伴奏版），一路上有你（鋼琴伴奏），在你身邊（鋼琴伴奏），相思風雨中（鋼琴伴奏），想和你去吹吹風（鋼琴伴奏），吻别（摇滚版）                                         | 在你身邊（鋼琴伴奏）首唱 |
| 中國，西安       | 2024年9月7日   | 我等到花兒也謝了（國），她來聽我的演唱會，偷心（伴奏版），一路上有你（鋼琴伴奏），夕陽醉了（伴奏版），如果這都不算愛（伴奏版），吻别（摇滚版）                                                     | |
| 中國，西安       | 2024年9月8日   | 愛是永恆（粵），她來聽我的演唱會，偷心（伴奏版），一路上有你（鋼琴伴奏），慢慢（鋼琴伴奏），你最珍貴（鋼琴伴奏），吻別（摇滚版）                                                                   | |
| 中國，西安       | 2024年9月13日  | 李香蘭，她來聽我的演唱會，偷心（伴奏版），一路上有你（鋼琴伴奏），離人（鋼琴伴奏），誰想輕輕偷走我的吻（伴奏版），吻别（摇滚版）                                                                   | 離人（鋼琴伴奏）首唱 |
| 中國，西安       | 2024年9月14日  | 我等到花兒也謝了（國），她來聽我的演唱會，偷心（伴奏版），一路上有你（鋼琴伴奏），但願人長久（鋼琴伴奏），忘記你我做不到（鋼琴伴奏），吻别（摇滚版）                                               | |
| 中國，西安       | 2024年9月15日  | 心如刀割，她來聽我的演唱會，偷心（伴奏版），一路上有你（鋼琴伴奏），如果這都不算愛（伴奏版），月亮代表我的心（鋼琴伴奏），吻别（摇滚版）                                                           | 月亮代表我的心（鋼琴伴奏）首唱 |
| 中國，西安       | 2024年9月20日  | 李香蘭，她來聽我的演唱會，偷心（伴奏版），一路上有你（鋼琴伴奏），你最珍貴（鋼琴伴奏），失眠夜（鋼琴伴奏），吻别（摇滚版）                                                                         | 失眠夜（鋼琴伴奏）首唱 |
| 中國，西安       | 2024年9月21日  | 我等到花兒也謝了（國），她來聽我的演唱會，偷心（伴奏版），一路上有你（鋼琴伴奏），情網（鋼琴伴奏），想和你去吹吹風（鋼琴伴奏），吻别（摇滚版）                                                     | |
| 中國，西安       | 2024年9月22日  | 心如刀割，她來聽我的演唱會，偷心（伴奏版），一路上有你（鋼琴伴奏），忘記你我做不到（鋼琴伴奏），祝福（鋼琴伴奏），吻别（摇滚版）                                                                   | |
| 中國，濟南       | 2024年9月27日  | 李香蘭，她來聽我的演唱會，偷心（伴奏版），一路上有你（鋼琴伴奏），人在雨中（伴奏版），誰想輕輕偷走我的吻（伴奏版），如果這都不算愛（伴奏版），吻别（摇滚版）                                       | |
| 中國，濟南       | 2024年9月28日  | 我等到花兒也謝了（國），她來聽我的演唱會，偷心（伴奏版），一路上有你（鋼琴伴奏），我醒著做夢（伴奏版），如果這都不算愛（伴奏版），吻别（摇滚版）                                                   | 我醒著做夢（伴奏版）首唱 |
| 中國，濟南       | 2024年9月29日  | 心如刀割，她來聽我的演唱會，偷心（伴奏版），一路上有你（鋼琴伴奏），你最珍貴（鋼琴伴奏），想和你去吹吹風（鋼琴伴奏），祝福（鋼琴伴奏），吻别（摇滚版）                                             | |
| 中國，上海       | 2024年10月11日 | 李香蘭，她來聽我的演唱會，偷心（伴奏版），一路上有你（鋼琴伴奏），二分之一的幸福（鋼琴伴奏），如果這都不算愛（伴奏版），吻别（摇滚版）                                                             | 二分之一的幸福（鋼琴伴奏）首唱 |
| 中國，上海       | 2024年10月12日 | 我等到花兒也謝了（國），她來聽我的演唱會，偷心（伴奏版），一路上有你（鋼琴伴奏），離開以後（鋼琴伴奏），左右為難（伴奏版），吻别（摇滚版）                                                         | 《左右為難》（伴奏版）首唱，是和觀眾一起合唱 |
| 中國，上海       | 2024年10月13日 | 藍雨，她來聽我的演唱會，偷心（伴奏版），一路上有你（鋼琴伴奏），Linda（粤）（伴奏版），如果這都不算愛（伴奏版），吻别（摇滚版）                                                                    | Linda（粤）（伴奏版）首唱 |
| 中國，上海       | 2024年10月18日 | 李香蘭，她來聽我的演唱會，偷心（伴奏版），一路上有你（鋼琴伴奏），咖啡（鋼琴伴奏），真情流露（鋼琴伴奏），吻别（摇滚版）                                                                           | |
| 中國，上海       | 2024年10月19日 | 我等到花兒也謝了（國），她來聽我的演唱會，偷心（伴奏版），一路上有你（鋼琴伴奏），慢慢（鋼琴伴奏），如果這都不算愛（伴奏版），吻别（摇滚版）                                                       | |
| 中國，上海       | 2024年10月20日 | 心如刀割，她來聽我的演唱會，偷心（伴奏版），一路上有你（鋼琴伴奏），夕陽醉了（伴奏版），你最珍貴（鋼琴伴奏），相思風雨中（鋼琴伴奏），吻别（摇滚版）                                               | |
| 中國，上海       | 2024年10月25日 | 李香蘭，她來聽我的演唱會，偷心（伴奏版），一路上有你（鋼琴伴奏），寂寞的男人（鋼琴伴奏），想和你去吹吹風（鋼琴伴奏），吻别（摇滚版）                                                               | |
| 中國，上海       | 2024年10月26日 | 我等到花兒也謝了（國），她來聽我的演唱會，偷心（伴奏版），一路上有你（鋼琴伴奏），遙遠的她（鋼琴伴奏），如果這都不算愛（伴奏版），吻别（摇滚版）                                                   | |
| 中國，上海       | 2024年10月27日 | 藍雨，她來聽我的演唱會，偷心（伴奏版），一路上有你（鋼琴伴奏），祝福（鋼琴伴奏），餓狼傳說（伴奏版），吻别（摇滚版）                                                                               | 餓狼傳說（伴奏版）首唱 |
| 中國，佛山       | 2024年11月1日  | 李香蘭，她來聽我的演唱會，一顆不變心（鋼琴伴奏），真情流露（鋼琴伴奏），餓狼傳說（伴奏版），吻别（摇滚版）                                                                                         | |
| 中國，佛山       | 2024年11月2日  | 我等到花兒也謝了（粵），她來聽我的演唱會，這麽近（那麽遠）（鋼琴伴奏），望月（鋼琴伴奏），相思風雨中（鋼琴伴奏），吻別（摇滚版）                                                                   | 這麼近（那麽遠）（鋼琴伴奏）首唱 |
| 中國，佛山       | 2024年11月3日  | 愛是永恆（粵），她來聽我的演唱會，月半彎（粵）（鋼琴伴奏），來來回回（鋼琴伴奏），夕陽醉了（伴奏版），如果這都不算愛（伴奏版），吻別（摇滚版）                                                     | |
| 中國，佛山       | 2024年11月8日  | 藍雨，她來聽我的演唱會，相思風雨中（鋼琴伴奏），餓狼傳說（伴奏版），吻別（搖滾版） | |
| 中國，佛山       | 2024年11月9日  | 藍雨，她來聽我的演唱會，左右為難（伴奏版），如果這都不算愛（伴奏版），吻別（搖滾版） | |
| 中國，佛山       | 2024年11月10日 | 愛是永恆（粵），她來聽我的演唱會，每天愛你多一些（伴奏版）、太陽星辰（伴奏版），真情流露（伴奏版），祝福（鋼琴伴奏），吻別（搖滾版）                                                               | |
| 中國，大連       | 2024年11月22日 | 李香蘭，她來聽我的演唱會，偷心（伴奏版），誰想輕輕偷走我的吻（伴奏版），如果這都不算愛（伴奏版），吻別（搖滾版）                                                                                   | |
| 中國，大連       | 2024年11月23日 | 我等到花兒也謝了（國），她來聽我的演唱會，偷心（伴奏版），人在雨中（伴奏版），餓狼傳說（伴奏版），吻別（搖滾版）                                                                                   | |
| 中國，大連       | 2024年11月24日 | 心如刀割，她來聽我的演唱會，偷心（伴奏版），你最珍貴（鋼琴伴奏），左右為難（伴奏版），餓狼傳說（伴奏版），祝福（鋼琴伴奏），吻別（搖滾版）                                                         | |
| 中國，青島       | 2024年11月29日 | 李香蘭，她來聽我的演唱會，忘記你我做不到（伴奏版），偷心（伴奏版），如果這都不算愛（伴奏版），吻別（搖滾版）                                                                                       | |
| 中國，青島       | 2024年11月30日 | 我等到花兒也謝了（國），她來聽我的演唱會，你最珍貴（鋼琴伴奏），偷心（伴奏版），遙遠的她（鋼琴伴奏），餓狼傳說（伴奏版），吻別（搖滾版）                                                           | |
| 中國，青島       | 2024年12月1日  | 忘記你我做不到，她來聽我的演唱會，偷心（伴奏版），離人（鋼琴伴奏），想和你去吹吹風（鋼琴伴奏），祝福（鋼琴伴奏），吻別（搖滾版）                                                                   | 《忘記你我做不到》安可首唱 |
| 中國，蘇州       | 2024年12月14日 | 我等到花兒也謝了（國），她來聽我的演唱會，左右為難（伴奏版），你最珍貴（鋼琴伴奏），相思風雨中（鋼琴伴奏），餓狼傳說（伴奏版），吻別（搖滾版）                                                     | |
| 中國，蘇州       | 2024年12月15日 | 忘記你我做不到，她來聽我的演唱會，遙遠的她（鋼琴伴奏），想和你去吹吹風（鋼琴伴奏），夕陽醉了（伴奏版），如果這都不算愛（伴奏版），吻別（搖滾版）                                                   | |
| 中國，蘇州       | 2024年12月20日 | 李香蘭，她來聽我的演唱會，偷心（伴奏版），情網（鋼琴伴奏），真情流露（伴奏版），頭髮亂了（伴奏版），吻別（搖滾版）                                                                                 | 頭髮亂了（伴奏版）首唱 |
| 中國，蘇州       | 2024年12月21日 | 我等到花兒也謝了（國），她來聽我的演唱會，偷心（伴奏版），咖啡（鋼琴伴奏），你最珍貴（鋼琴伴奏），餓狼傳說（伴奏版），吻別（搖滾版）                                                               | |
| 中國，蘇州       | 2024年12月22日 | 藍雨，她來聽我的演唱會，偷心（伴奏版），每天愛你多一些（鋼琴伴奏），夕陽醉了（伴奏版），如果這都不算愛（伴奏版），吻別（搖滾版）                                                                   | 學友于介紹樂隊成員環節時為觀眾演唱了一段《Santa Claus is Coming to Town》（鋼琴伴奏版），《Everyday is Christmas》（清唱）                          |
| 中國，蘇州       | 2024年12月27日 | 忘記你我做不到，她來聽我的演唱會，偷心（伴奏版），遙遠的她（鋼琴伴奏）， 離開以後（鋼琴伴奏），頭髮亂了（伴奏版），吻別（搖滾版）                                                                  | |
| 中國，蘇州       | 2024年12月28日 | 我等到花兒也謝了（國），她來聽我的演唱會，偷心（伴奏版），寂寞的男人（鋼琴伴奏），你最珍貴（鋼琴伴奏），相思風雨中（鋼琴伴奏），餓狼傳說（伴奏版），吻別（搖滾版）                                 | |
| 中國，蘇州       | 2024年12月29日 | 愛是永恆（粵），她來聽我的演唱會，偷心（伴奏版），真情流露（鋼琴伴奏），在你身邊（鋼琴伴奏），友誼地久天長（鋼琴伴奏），祝福（鋼琴伴奏），如果這都不算愛（伴奏版），吻别（摇滚版）                 | 学友于介绍乐队成员环节时为观众演唱一首《大地恩情》（钢琴伴奏版）乐队成员马壮老师生日独唱《头发乱了》（伴奏版）                                      |
| 中國，南昌       | 2025年1月3日   | 李香蘭，她來聽我的演唱會，偷心（伴奏版），相思風雨中（鋼琴伴奏），你最珍貴（鋼琴伴奏），餓狼傳說（伴奏版），吻別（搖滾版）                                                                         | |
| 中國，南昌       | 2025年1月4日   | 我等到花兒也謝了（國），她來聽我的演唱會，偷心（伴奏版），夕陽醉了（伴奏版），每天愛你多一些（鋼琴伴奏），頭髮亂了（伴奏版），吻別（搖滾版）                                                       | |
| 中國，南昌       | 2025年1月5日   | 藍雨，她來聽我的演唱會，偷心（伴奏版），心碎了無痕（鋼琴伴奏），想和你去吹吹風（鋼琴伴奏），如果這都不算愛（伴奏版），吻別（搖滾版）                                                               | |
| 中國，南昌       | 2025年1月10日  | 忘記你我做不到，她來聽我的演唱會，偷心（伴奏版），你最珍貴（鋼琴伴奏），真情流露（伴奏版），頭髮亂了（伴奏版），吻別（搖滾版）                                                                     | |
| 中國，南昌       | 2025年1月11日  | 我等到花兒也謝了（國），她來聽我的演唱會，偷心（伴奏版），如果愛（鋼琴伴奏），月半彎（粤）（鋼琴伴奏），情網（鋼琴伴奏），餓狼傳說（伴奏版），吻別（搖滾版）                                       | 如果愛（鋼琴伴奏）首唱 |
| 中國，南昌       | 2025年1月12日  | 心如刀割，她來聽我的演唱會，偷心（伴奏版），遙遠的她（鋼琴伴奏），想和你去吹吹風（鋼琴伴奏），還是覺得你最好（鋼琴伴奏），祝福（鋼琴伴奏），如果這都不算愛（伴奏版），吻別（搖滾版）               | |
| 中國，杭州       | 2025年2月7日   | 忘記你我做不到，她來聽我的演唱會，偷心（伴奏版），月半彎（粤）（鋼琴伴奏），望月(鋼琴伴奏），餓狼傳說（伴奏版），吻別（搖滾版）                                                                    | |
| 中國，杭州       | 2025年2月8日   | 愛是永恆（粵），她來聽我的演唱會，偷心（伴奏版），一顆不變心（鋼琴伴奏），誰想輕輕偷走我的吻（伴奏版），你最珍貴（鋼琴伴奏），頭髮亂了（伴奏版），吻別（搖滾版）                                   | |
| 中國，杭州       | 2025年2月9日   | 心如刀割，她來聽我的演唱會，偷心（伴奏版），遙遠的她（鋼琴伴奏），想和你去吹吹風（鋼琴伴奏），祝福（鋼琴伴奏），如果這都不算愛（伴奏版），吻別（搖滾版）                                           | |
| 中國，海口       | 2025年2月21日  | 李香蘭，她來聽我的演唱會，偷心（伴奏版），寂寞的男人（鋼琴伴奏），望月（鋼琴伴奏），如果這都不算愛（伴奏版），吻別（搖滾版）                                                                       | |
| 中國，海口       | 2025年2月22日  | 我等到花兒也謝了（國），她來聽我的演唱會，偷心（伴奏版），人在雨中（伴奏版），來來回回（鋼琴伴奏），頭髮亂了（伴奏版），吻別（搖滾版）                                                             | |
| 中國，海口       | 2025年2月23日  | 藍雨，她來聽我的演唱會，偷心（伴奏版），太陽星辰（伴奏版），真情流露（伴奏版），祝福（鋼琴伴奏），餓狼傳說（伴奏版），吻別（搖滾版）                                                               | |
| 中國，广州       | 2025年2月28日  | 李香蘭，她來聽我的演唱會，偷心（伴奏版），夕陽醉了（伴奏版），講你知（鋼琴伴奏），頭髮亂了（伴奏版），吻別（搖滾版）                                                                               | |
| 中國，广州       | 2025年3月1日   | 我等到花兒也謝了（國），她來聽我的演唱會，偷心（伴奏版），遙遠的她（鋼琴伴奏），舊情綿綿（鋼琴伴奏），如果這都不算愛（伴奏版），吻別（搖滾版）                                                     | |
| 中國，广州       | 2025年3月15日  | 李香蘭，她來聽我的演唱會，偷心（伴奏版），你的名字我的姓氏（鋼琴伴奏），每天愛你多一些（鋼琴伴奏），餓狼傳說（伴奏版），吻別（搖滾版）                                                             | |
| 中國，广州       | 2025年3月16日  | 我等到花兒也謝了（國），她來聽我的演唱會，偷心（伴奏版），不老的傳說（鋼琴伴奏），怎麽捨得妳（鋼琴伴奏），祝福（鋼琴伴奏），如果這都不算愛（伴奏版），吻別（搖滾版）                               | 不老的傳說（鋼琴伴奏），怎麽捨得妳（鋼琴伴奏）首唱                                                                                                  |
| 臺灣，高雄市     | 2025年3月28日  | 忘記你我做不到，她來聽我的演唱會，偷心（伴奏版），真愛（鋼琴伴奏），你最珍貴（鋼琴伴奏），餓狼傳說（伴奏版），吻別（搖滾版）                                                                       | |
| 臺灣，高雄市     | 2025年3月29日  | 我等到花兒也謝了（國），她來聽我的演唱會，回頭太難（鋼琴伴奏），心碎了無痕（鋼琴伴奏），想和你去吹吹風（鋼琴伴奏），頭髮亂了（伴奏版），吻別（搖滾版）                                             | |
| 臺灣，高雄市     | 2025年3月30日  | 心如刀割，她來聽我的演唱會，失眠夜（鋼琴伴奏），誰想輕輕偷走我的吻（伴奏版），祝福（鋼琴伴奏），如果這都不算愛（伴奏版），吻別（搖滾版）                                                           | |
| 臺灣，台北市     | 2025年4月4日   | 忘記你我做不到，她來聽我的演唱會，好久不見（鋼琴伴奏），離人（鋼琴伴奏），想和你去吹吹風（鋼琴伴奏），餓狼傳說（伴奏版），吻別（搖滾版）                                                           | 好久不見（鋼琴伴奏）首唱 |
| 臺灣，台北市     | 2025年4月5日   | 我等到花兒也謝了（國），她來聽我的演唱會，月半彎（國）（鋼琴伴奏），左右為難（伴奏版），你最珍貴（鋼琴伴奏），頭髮亂了（伴奏版），吻別（搖滾版）                                                   | |
| 臺灣，台北市     | 2025年4月6日   | 心如刀割，她來聽我的演唱會，二分之一的幸福（鋼琴伴奏），咖啡（鋼琴伴奏），情網（鋼琴伴奏），如果這都不算愛（伴奏版），吻別（搖滾版）                                                               | |
| 臺灣，台北市     | 2025年4月11日  | 秋意濃，她來聽我的演唱會，別問（鋼琴伴奏），人在雨中（伴奏版），誰想輕輕偷走我的吻（伴奏版），餓狼傳說（伴奏版），吻別（搖滾版）                                                                   | 別問（鋼琴伴奏）首唱 |
| 臺灣，台北市     | 2025年4月12日  | 我等到花兒也謝了（國），她來聽我的演唱會，真心的朋友（鋼琴伴奏），左右為難（伴奏版），你最珍貴（鋼琴伴奏），頭髮亂了（伴奏版），吻別（搖滾版）                                                     | |
| 臺灣，台北市     | 2025年4月13日  | 愛是永恆（國），她來聽我的演唱會，偷心（伴奏版），心碎了無痕（鋼琴伴奏），你知不知道（伴奏版），祝福（鋼琴伴奏），如果這都不算愛（伴奏版），吻別（搖滾版）                                         | 你知不知道（鋼琴伴奏）首唱 |
| 臺灣，台北市     | 2025年4月18日  | 秋意濃，她來聽我的演唱會，月半彎（國）（鋼琴伴奏），失眠夜（鋼琴伴奏），Linda（國）（伴奏版），餓狼傳說（伴奏版），吻別（搖滾版）                                                                  | Linda（國）（伴奏版）首唱 |
| 臺灣，台北市     | 2025年4月19日  | 我等到花兒也謝了（國），她來聽我的演唱會，真愛（鋼琴伴奏），擁有（鋼琴伴奏），左右為難（伴奏版），你最珍貴（鋼琴伴奏），頭髮亂了（伴奏版），吻別（搖滾版）                                         | 擁有（鋼琴伴奏）首唱 |
| 臺灣，台北市     | 2025年4月20日  | 藍雨（國），她來聽我的演唱會，在你身邊（鋼琴伴奏），明日約定（鋼琴伴奏），想和你去吹吹風（鋼琴伴奏），晚安吾愛（清唱），祝福（鋼琴伴奏），如果這都不算愛（伴奏版），吻別（搖滾版）                 | 《藍雨（國）》安可首唱 明日約定（鋼琴伴奏）首唱 ，《晚安吾愛》清唱版只是唱了一小段                                                                  |
| 中國，南京       | 2025年5月2日   | 忘記你我做不到，她來聽我的演唱會，偷心（伴奏版），你知不知道（伴奏版）， 離開以後（鋼琴伴奏），餓狼傳說（伴奏版），吻別（搖滾版）                                                                  | |
| 中國，南京       | 2025年5月3日   | 我等到花兒也謝了（國），她來聽我的演唱會，偷心（伴奏版），別問（鋼琴伴奏），遙遠的她（鋼琴伴奏），頭髮亂了（伴奏版），餓狼傳說（伴奏版），吻別（搖滾版）                                           | |
| 中國，南京       | 2025年5月4日   | 心如刀割，她來聽我的演唱會，偷心（伴奏版），Linda（國）（伴奏版），人在雨中（伴奏版），夕陽醉了（伴奏版），如果這都不算愛（伴奏版），吻別（搖滾版）                                                | |
| 中國，南京       | 2025年5月9日   | 我等到花兒也謝了（國），她來聽我的演唱會，偷心（伴奏版），在你身邊（鋼琴伴奏），天變地變情不變（鋼琴伴奏），情網（鋼琴伴奏），餓狼傳說（伴奏版），吻別（搖滾版）                                   | 天變地變情不變（鋼琴伴奏）首唱 |
| 中國，南京       | 2025年5月10日  | 蓝雨，她来听我的演唱会，偷心（伴奏版），寂寞的男人（钢琴伴奏），心碎了无痕（钢琴伴奏），晚安吾爱（钢琴伴奏），祝福（钢琴伴奏），如果这都不算爱（伴奏版），吻别（摇滚版）                           | 晚安吾爱（钢琴伴奏）首唱 |
| 中國，北京       | 2025年5月16日  | 忘记你我做不到，她来听我的演唱会，偷心（伴奏版），回頭太難（鋼琴伴奏），Let Me Go（伴奏版），遙遠的她（鋼琴伴奏），餓狼傳說（伴奏版），吻別（搖滾版）                                              | Let Me Go（伴奏版）首唱 |
| 中國，北京       | 2025年5月17日  | 心如刀割，她來聽我的演唱會，你知不知道（伴奏版），Linda（國）（伴奏版），真情流露（伴奏版），Let Me Go（伴奏版），頭髮亂了（伴奏版），吻別（搖滾版）                                               | |
| 中國，北京       | 2025年5月18日  | 蓝雨，她来听我的演唱会，晚安吾爱（钢琴伴奏），別問（鋼琴伴奏），太陽星辰（伴奏版），情網（鋼琴伴奏），祝福（钢琴伴奏），如果这都不算爱（伴奏版），吻別（搖滾版）                                   | |
| 中國，重慶       | 2025年5月23日  | 李香蘭，她來聽我的演唱會，失眠夜（鋼琴伴奏），你是我今生唯一傳奇（伴奏版），你最珍貴（鋼琴伴奏），餓狼傳說（伴奏版），吻別（搖滾版）                                                               | 你是我今生唯一傳奇（伴奏版）首唱 |
| 中國，重慶       | 2025年5月24日  | 我等到花兒也謝了（國），她來聽我的演唱會，偷心（伴奏版），心碎了无痕（钢琴伴奏），望月（鋼琴伴奏），頭髮亂了（伴奏版），吻別（搖滾版）                                                             | |
| 中國，重慶       | 2025年5月25日  | 心如刀割，她來聽我的演唱會，你知不知道（伴奏版），舊情綿綿（鋼琴伴奏），當愛變成習慣（伴奏版），如果這都不算愛（伴奏版），吻別（搖滾版）                                                           | 當愛變成習慣（伴奏版）首唱 |
| 中國，重慶       | 2025年5月30日  | 愛是永恆（粵），她來聽我的演唱會，夕陽醉了（伴奏版），Linda（國）（伴奏版），偷閒加油站（鋼琴伴奏），餓狼傳說（伴奏版），吻別（搖滾版）                                                            | 偷閒加油站（鋼琴伴奏）首唱 |
| 中國，重慶       | 2025年5月31日  | 蓝雨，她来听我的演唱会，離人（鋼琴伴奏），想和你去吹吹風（鋼琴伴奏），相思風雨中（鋼琴伴奏），祝福（钢琴伴奏），如果这都不算爱（伴奏版），吻別（搖滾版）                                           | |
| 中國，成都       | 2025年6月13日  | 忘记你我做不到，她来听我的演唱会，轻抚你的脸（鋼琴伴奏），寂寞的男人（钢琴伴奏），留言（钢琴伴奏），你最珍貴（鋼琴伴奏），頭髮亂了（伴奏版），吻別（搖滾版）                                       | 留言（钢琴伴奏）首唱 |
| 中國，成都       | 2025年6月14日  | 我等到花兒也謝了（國），她来听我的演唱会，你知不知道（伴奏版），一颗不变心（鋼琴伴奏），暗恋你（伴奏版），餓狼傳說（伴奏版），吻別（搖滾版）                                                       | |
| 中國，成都       | 2025年6月15日  | 李香蘭，她來聽我的演唱會，還是覺得你最好（鋼琴伴奏），別問（鋼琴伴奏），晚安吾爱（钢琴伴奏），祝福（鋼琴伴奏），如果這都不算愛（伴奏版），吻別（搖滾版）                                           | |
| 中國，澳門       | 2025年6月20日  | 李香蘭，她來聽我的演唱會，只有你不知道（伴奏版），你的名字我的姓氏（鋼琴伴奏），離開以後（钢琴伴奏），餓狼傳說（伴奏版），吻別（搖滾版）                                                           | |
| 中國，澳門       | 2025年6月21日  | 我等到花兒也謝了（國），她来听我的演唱会，夜了...又破曉（鋼琴伴奏），一颗不变心（鋼琴伴奏），寂寞的男人（钢琴伴奏），頭髮亂了（伴奏版），吻別（搖滾版）                                            | 夜了...又破曉（鋼琴伴奏）首唱 |
| 中國，澳門       | 2025年6月22日  | 蓝雨，她来听我的演唱会，情已逝（鋼琴伴奏），月半彎（鋼琴伴奏），遙遠的她（鋼琴伴奏），如果這都不算愛（伴奏版），吻別（搖滾版）                                                                     | |
| 中國，澳門       | 2025年6月27日  | 愛是永恆（粵），她來聽我的演唱會，暗恋你（伴奏版），Linda（粵）（伴奏版），只有你不知道（伴奏版），餓狼傳說（伴奏版），吻別（搖滾版）                                                              | |
| 中國，澳門       | 2025年6月28日  | 我等到花儿也谢了（粤），她來聽我的演唱會，咖啡（鋼琴伴奏），當愛變成習慣（伴奏版），忘情冷雨夜（鋼琴伴奏），頭髮亂了（伴奏版），吻別（搖滾版）                                                     | 忘情冷雨夜（鋼琴伴奏）首唱 |
| 中國，澳門       | 2025年6月29日  | 李香蘭，她來聽我的演唱會，遙遠的她（鋼琴伴奏）,真情流露（伴奏版），每天愛你多一些（鋼琴伴奏），如果這都不算愛（伴奏版），吻別（搖滾版）                                                            | talking1 只有情永在（鋼琴伴奏）首唱 |
| 中國，澳門       | 2025年7月4日   | 李香蘭，她來聽我的演唱會，每天愛你多一些（伴奏版），你的名字我的姓氏（鋼琴伴奏），有個人（鋼琴伴奏），餓狼傳說（伴奏版），吻別（搖滾版）                                                           | 有個人（鋼琴伴奏）首唱 |
| 中國，澳門       | 2025年7月5日   | 我等到花儿也谢了（粤），她來聽我的演唱會，留言（钢琴伴奏），你是我今生唯一傳奇（伴奏版），偷閑加油站（鋼琴伴奏），頭髮亂了（伴奏版），吻別（搖滾版）                                               | |
| 中國，澳門       | 2025年7月6日   | 愛是永恒（粵），她來聽我的演唱會，太陽星辰（伴奏版），真情流露（伴奏版），壯志驕陽（伴奏版），祝福（鋼琴伴奏），如果這都不算愛（伴奏版），吻別（搖滾版）                                           | 壯志驕陽（伴奏版）首唱 |
| 中國，蘇州       | 2025年7月18日  | 李香蘭，她來聽我的演唱會，咖啡（鋼琴伴奏），來來回回（鋼琴伴奏），你知不知道（伴奏版），餓狼傳說（伴奏版），吻別（搖滾版）                                                                         | |
| 中國，蘇州       | 2025年7月19日  | 心如刀割，她來聽我的演唱會，天變地變情不變（鋼琴伴奏），望月(鋼琴伴奏），離人（鋼琴伴奏），頭髮亂了（伴奏版），吻別（搖滾版）                                                                      | |
| 中國，蘇州       | 2025年7月20日  | 我等到花兒也謝了（國），她來聽我的演唱會，遙遠的她（鋼琴伴奏），還是覺得你最好（鋼琴伴奏），壯志驕陽（伴奏版），祝福（鋼琴伴奏），如果這都不算愛（伴奏版），吻別（搖滾版）                         | |
| 中國，天津       | 2025年7月25日  | 李香蘭，她來聽我的演唱會，偷心（伴奏版），情網（鋼琴伴奏），想和你去吹吹風（鋼琴伴奏），餓狼傳說（伴奏版），吻別（搖滾版）                                                                         | |
| 中國，天津       | 2025年7月26日  | 我等到花兒也謝了（國），她來聽我的演唱會，誰想輕輕偷走我的吻（伴奏版），Linda（粤）（伴奏版），你知不知道（伴奏版），頭髮亂了（伴奏版），吻別（搖滾版）                                            | |
| 中國，天津       | 2025年7月27日  | 心如刀割，她來聽我的演唱會，每天愛你多一些（伴奏版），遙遠的她（鋼琴伴奏），我醒著做夢（伴奏版），如果這都不算愛（伴奏版），吻別（搖滾版）                                                         | |
| 中國，天津       | 2025年8月1日   | 忘記你我做不到，她來聽我的演唱會，人在雨中（伴奏版），失眠夜（鋼琴伴奏），離人（鋼琴伴奏），餓狼傳說（伴奏版），吻別（搖滾版）                                                                     | |
| 中國，天津       | 2025年8月2日   | 我等到花兒也謝了（國），她來聽我的演唱會，好久不見（鋼琴伴奏），心碎了無痕（鋼琴伴奏），偷心（伴奏版），頭髮亂了（伴奏版），吻別（搖滾版）                                                         | |
| 中國，天津       | 2025年8月3日   | 藍雨，她來聽我的演唱會，舊情綿綿（鋼琴伴奏），真情流露（伴奏版），煩惱歌（伴奏版），祝福（鋼琴伴奏），如果這都不算愛（伴奏版），吻别（摇滚版）                                                     | 煩惱歌（伴奏版）首唱 |
| 馬來西亞，吉隆坡 | 2025年8月15日  | 李香蘭，她來聽我的演唱會，每天愛你多一些（伴奏版），夕陽醉了（伴奏版），離開以後（鋼琴伴奏），餓狼傳說（伴奏版），吻別（搖滾版）                                                                   | |
| 馬來西亞，吉隆坡 | 2025年8月16日  | 我等到花兒也謝了（粵），她來聽我的演唱會，你的名字我的姓氏（鋼琴伴奏），暗戀你（伴奏版），一顆不變心（鋼琴伴奏），頭髮亂了（伴奏版），吻別（搖滾版）                                               | |
| 馬來西亞，吉隆坡 | 2025年8月17日  | 藍雨，她來聽我的演唱會，遙遠的她（鋼琴伴奏），還是覺得你最好（鋼琴伴奏），壯誌驕陽（伴奏版），如果這都不算愛（伴奏版），吻別（搖滾版）                                                             | |
| 馬來西亞，吉隆坡 | 2025年8月22日  | | |
| 馬來西亞，吉隆坡 | 2025年8月23日  | | |
| 馬來西亞，吉隆坡 | 2025年8月24日  | | |
| 中國，東莞       | 2025年8月29日  | | |
| 中國，東莞       | 2025年8月30日  | | |
| 中國，東莞       | 2025年8月31日  | | |
| 韓國，仁川       | 2025年9月13日  | | |
| 中國，上海       | 2025年9月19日  | | |
| 中國，上海       | 2025年9月20日  | | |
| 中國，上海       | 2025年9月21日  | | |
| 中國，上海       | 2025年9月26日  | | |
| 中國，上海       | 2025年9月27日  | | |
| 中國，上海       | 2025年9月28日  | | |